# Переработка пластика
Переработка пластика — процесс превращения пластиковых отходов во вторичное сырьё, энергию, или продукцию с определёнными потребительскими свойствами. Период естественного разложения пластмасс достигает несколько сотен лет, поэтому переработка отходов является частью глобальной попытки сократить объём загрязняющих веществ, поступающих в окружающую среду.
Всего выделяют три основных способа переработки: механический, химический и термический.
Механический рециклинг (переработка) является наиболее распространённым из них, при его использовании конечным результатом является появление нового пластикового материала.
Химический метод позволяет разбивать пластиковые отходы на составляющие компоненты. Впоследствии их смешивают и обрабатывают для создания новых материалов.
При термическом методе материал подвергается температурной обработке, в результате чего вырабатывается энергия. Различные виды пластика могут быть переработаны с сохранением своих свойств до 10 раз.

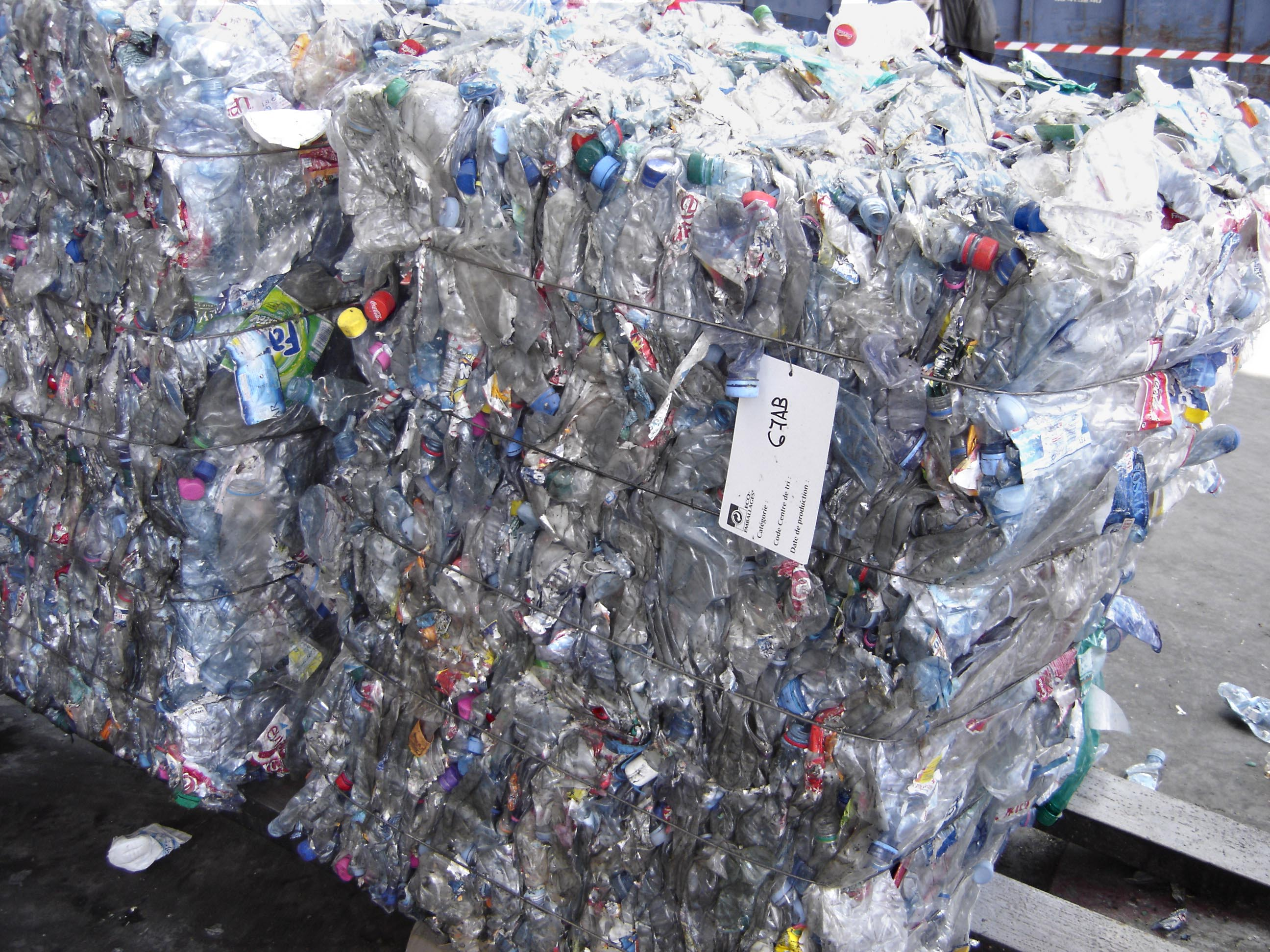
Сортированные пластиковые бутылки готовы к утилизации, 2006

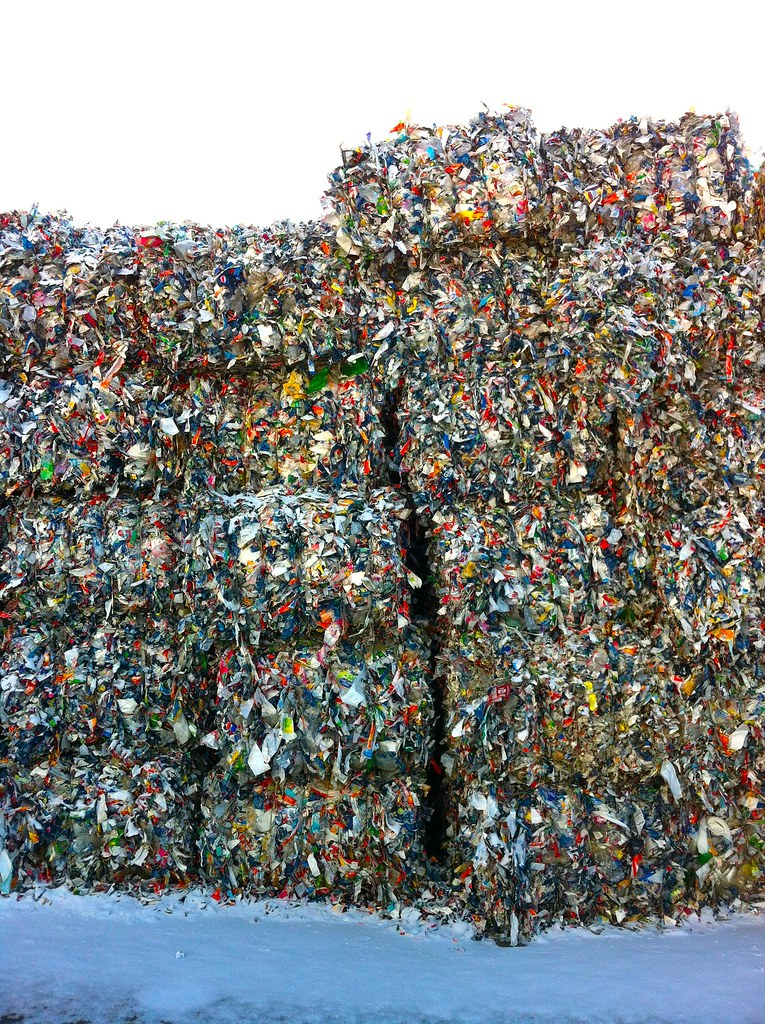
Упакованное на переработку вторсырьё, 2011

## Контекст
Пластик — это органический материал, в основе которого лежат синтетические или природные высокомолекулярные соединения — полимеры. Они, в свою очередь, состоят из мономерных звеньев, соединяющиеся в макромолекулы благодаря химическим или координационным связям. Дешевизна, простота изготовления и высокие эксплуатационные характеристики делают пластик самым производимым материалом в мире. В процессе создания синтетические полимеры могут принимать практически любую форму — от листов до тончайших нитей. Более того, пластмассы отличаются высокой химической стойкостью к кислотам и щелочам, водоустойчивостью, не подвергаются коррозии, а также плохо проводят тепло и электрический ток.
Ежесекундно в мире создаётся около 20 тыс. ПЭТ-бутылок, а в минуту их продаётся около 1 млн. Ежегодно среднестатистический человек производит более 50 килограммов пластиковых отходов, большинство из которых составляют ПЭТ-бутылки и другие упаковки от продуктов питания, детали и элементы современного оборудования, попадающие на свалки как от собственников, так и напрямую с заводов по причине брака. По данным WWF, ежегодно становится мусором около 100 миллионов тонн пластмассы. В среднем около 9,5 млн тонн пластика ежегодно попадает в Мировой океан, при этом образуются и мусорные острова, от которых страдают обитающие в океане живые существа.
При этом, в мире переработке подвергается около 14 % потребляемого материала, бо́льшая часть захоранивается на полигонах или разлагается в природе.
Согласно прогнозу 2018 года, если существующее положение дел останется без изменений, к 2050 году на полигонах будет храниться около 12 миллиардов тонн пластика. Общей вес отходов будет в 35 000 раз тяжелее, чем здание Эмпайр-стейт-билдинг.
Вторичная переработка является основным путём решения проблемы пластикового загрязнения. В результате процессов переработки образуются дополнительные продукты для других отраслей промышленности, а природа загрязняется в гораздо меньшей степени. В то же время, использование вторичных отходов может позволить существенно сократить употребление первичного сырья, такого как нефть, газ и электроэнергии. Также вторичная переработка пластика позволяет сократить углеродный след конечных изделий. Так, углеродный след производства пластикового изделия из вторичного сырья на 37 % ниже углеродного следа предмета из первичного пластика.

## Маркировка

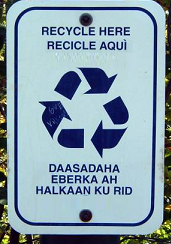
Знак переработки старого образца, 2007

В 1980 годы в США начали активно развивать программы по переработке мусора, из-за чего возникла необходимость ввести единую классификацию пластиковых материалов. В 1988 году Американское общество пластмассовой промышленности внедрило систему маркировки для обеспечения утилизации одноразового пластика по разным категориям. Маркировка представляет собой треугольник с «догоняющими друг друга» стрелами, в центре которого нанесены цифры от 1 до 7, обозначающие вид пластика. Буквенная аббревиатура под треугольниками обозначает тип материала.
Начиная с 2008 года Общество пластмассовой промышленности начало сотрудничать с Американским обществом по испытанию материалов для разработки улучшенной версии кодов переработки. Необходимость пересмотра предыдущей маркировки возникла из-за проблем с восприятием треугольника из «догоняющих друг друга» стрелок — многие путали коды пластика со знаком переработки, также состоящим из треугольника со стрелками. По этой причине в 2013 году было выпущено постановление об изменении символа — был утверждён треугольник с цельными границами. И также в постановлении были пересмотрены некоторые стандарты предыдущей кодификации, уточняющие какие товары принадлежат к каждой из категорий.
| Класс | Логотип | Кодировка                                                   | Источник | Новый товар |
| ----- | ------- | ----------------------------------------------------------- | --- | ----------- |
| 1     |         | Полиэтилентерефталат (лавсан) (PET(E); ПЭТ)                 | Бутылки для воды и напитков, упаковки для сыпучих пищевых продуктов, одноразовые пищевые контейнеры, некоторые флаконы для косметики, фармацевтики, бытовой химии. Легко перерабатывается. |             |
| 2     |         | Полиэтилен высокой плотности (низкого давления) (HDPE; ПНД) | Фасовочные пакеты, канистры, флаконы для косметики и бытовой химии, контейнеры для продуктов. Легко перерабатывается. |             |
| 3     |         | Поливинилхлорид (PVC; ПВХ)                                  | Напольные покрытия, банки для пищевых жиров, окна и двери, игрушки, упаковки из-под таблеток. Может быть переработан, но возможны сложности при переработке. |             |
| 4     |         | Полиэтилен низкой плотности (высокого давления) (LDPE; ПВД) | Пакеты, пищевая плёнка, трубы, крышки, гибкая пластиковая упаковка, косметическая упаковка. Может быть переработан. |             |
| 5     |         | Полипропилен (PP; ПП)                                       | Пластиковые банки для косметики, одноразовые шприцы, крышки бутылок, детали автомобилей и бытовой техники, контейнеры для замороженных продуктов, стаканчики для йогурта, упаковки для линз и другие литьевые изделия из пластика. Может быть переработан. |             |
| 6     |         | Полистирол (PS; ПС)                                         | Одноразовая посуда, баночки для лекарств и косметики, упаковочные подложки для продуктов, цветочные горшки. Из вспененного полистирола изготавливают пенопласт, контейнеры для яиц. Чаще всего не принимается к переработке, но технически может быть переработан. |             |
| 7     |         | Другие (O(ther); Другое)                                    | Упаковка для косметики, фармацевтики, различная упаковка для пищевых продуктов, дойпаки, некоторые тубы, упаковка для пищевых и непищевых продуктов, некоторые композитные материалы, акрилы и полимеры, не входящие в вышеуказанные группы. Часть пластиков из этой категории перерабатывается, включая упаковку из биопластиков, смеси HDPE и LDPE, упаковку с soft-touch слоем, из смеси или слоев полиэтилена и полипропилена. Для переработки отдельных видов композитной упаковки, например, для туб и дойпаков, существуют пилотные проекты по сбору и переработке, но пока в большинстве случаев такая упаковка утилизируется. Акриловые материалы могут быть переработаны специализированными компаниями (не во всех регионах). |             |

## Виды пластика
Пластмассы различаются по химическому составу, жёсткости и жирности. Пластмассы разделяют на три основных вида в зависимости от поведения материала при нагревании:
- термопласты — полимеры, которые при нагревании в процессе обработки переходят из твёрдого состояния в жидкое (вязкотекучее или высокоэластичное), а при охлаждении происходит обратный переход в твёрдое[22];

- реактопласты — полимерные материалы, переходящие под воздействием тепла, отвердителей или катализаторов в нерастворимое и неплавкое состояние. При преобразовании в готовое изделие подвергается необратимым химическим реакциям, что делает материал нерастворимым[23];

- эластомеры — основной характеристикой этого вида пластика считаются показатели эластичности и вязкости, а также способность к обратимой деформации — эластомеры сохраняют первоначальную форму при динамических и статических нагрузках даже в условиях высоких температур. К эластомерам относятся каучуки, резина, полиуретан[24].

## Типы пластика

### Полиэтилентерефталат (PET, ПЭТ, PETE)

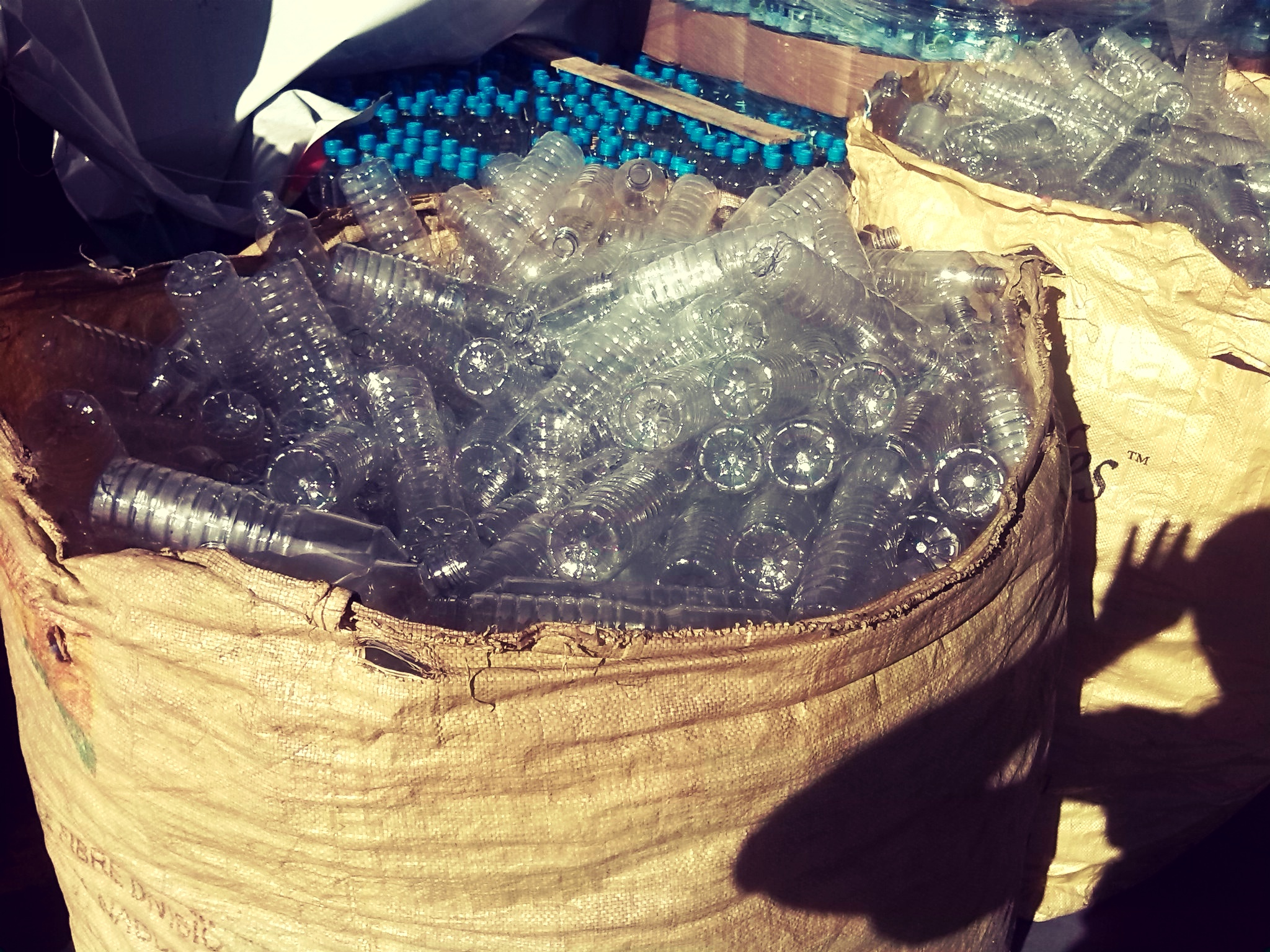
Сортированные пластиковые бутылки

ПЭТ является одним из самых распространённых видов пластика. Чаще всего из него изготавливают одноразовые бутылки для газированных и освежающих напитков. Материал был впервые синтезирован в 1939 и запатентован в 1941 году работниками компании «British Calico Printers» — Джоном Уинфилдом и Джеймсом Т. Диксоном. В СССР материал был выведен независимо от английских экспертов в 1949 году и был назван «лавсаном», в честь лаборатории высокомолекулярных соединений Академии наук, где его впервые получили.
В 1950—1960-е годы полимер чаще всего использовали для изготовления синтетических волокон. Как правило, в странах Западной Европы и США используют обозначение PET. В настоящее время в России можно встретить обозначение ПЭТФ для обозначения самого полимера, а сокращение ПЭТ — про изделия, сделанные из него.
Благодаря прочности, пластичности и низким затратам на производство, ПЭТ-бутылки опережают другие упаковочные материалы по популярности. ПЭТ сохраняет свои характеристики как при низкой температуре (до −40), так при высокой (до +75), нерастворим в воде и устойчив к кетонам, щелочам и сильным кислотам, однако имеет повышенную устойчивость к действию водяного пара. Использование ПЭТ-бутылок считается абсолютно безопасным. Во многих странах ПЭТ часто используется для изготовления синтетических волокон, в то время как в России текстильное направление ПЭТ не развито, поэтому более 80 % от производства занимает изготовление бутылок.
Несмотря на то, что американское Управление по санитарному надзору за качеством пищевых продуктов и медикаментов подтвердило безопасность многократного использования ПЭТ-бутылок, некоторые исследования подтверждают, что при определённых условиях химические элементы могут выщелачиваться в содержащуюяся в бутылке жидкость. Тестирование обнаружило, что из некоторых пластиковых бутылок при многократном использовании в жидкость выделяется сурьма, однако уровень вещества не превышает определяемую для человека норму и не представляет угрозы здоровью. Процесс выделения химических веществ в пластиковых бутылках способен происходить и при длительном нагревании (например, из бутылки, находящейся неделями в машине на солнце).
На разложение ПЭТ-тары на полигонах уходит около 150 лет, однако материал может быть полностью переработан. Из вторичного ПЭТ обычно изготавливают «флексы» (флейки, хлопья), из которых производят новые бутылки, полиэстэр (который, в свою очередь, применяется для производства одежды), щетину для щёток уборочных машин, упаковочные ленты, плёнку, черепицу, плитку на тротуарах. Из гранул (регранулята) изготавливают наполнители спальных мешков и геосетки для дорог.

### Полиэтилен высокой плотности низкого давления (HDPE, ПНД, ПЭВП)

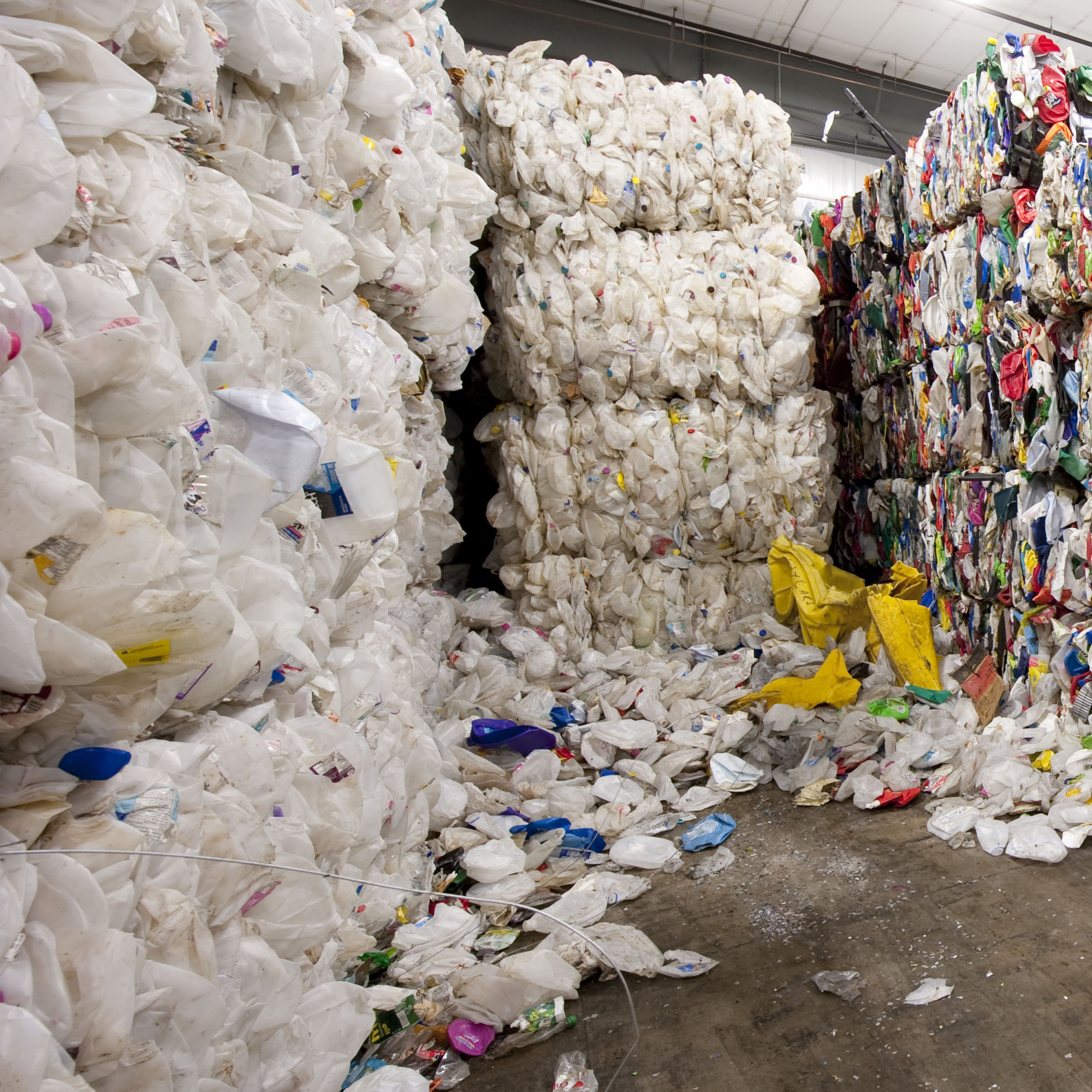
Подготовленный к переработке ПНД, 2010

Полиэтилен высокой плотности низкого давления — непрозрачный, жёсткий и прочный материал, широко применяемый в промышленности и домашнем хозяйстве. Температура плавления составляет около 135° С, что позволяет ему выдерживать кипящую воду, однако в большинстве случаев ПНД составляет основу жёстких упаковок, таких как бутылки для молока и бытовой химии, поддонов, бочек, ящиков и контейнеров для крупных грузов. Согласно исследованию, полиэтилен низкого давления может быть вторично переработан без потери свойств в течение 9—10 раз. Изделия из ПНД не являются токсичными, однако при нагревании до 250 °С и одновременном контакте с воздухом выделяются диоксид углерода, монооксид углерода (угарный газ) и альдегиды, в том числе и формальдегид. Материал имеет кристалличность до 75—90 %. Из переработанного ПНД производят трубы для безнапорной канализации, одноразовые пакеты, литые изделия, геомембраны, древесно-полимерные композиты.

### Поливинилхлорид (PVC, ПВХ)
Впервые промышленный синтез поливинилхлорида был осуществлён в водной эмульсии в 1930 году. Товарный ПВХ представляет собой белый порошок без вкуса и запаха. Материал довольно прочный и обладает хорошими диэлектрическими свойствами. Не растворяется в воде, устойчив к действию кислот, щелочей, спиртов. Поливинилхлорид является одним из наиболее часто используемых термопластичных материалов по причине своей низкой себестоимости, прочности, а также универсальности. Изделия из ПВХ долговечны и не подвергаются воздействию солнца, влаги, химических соединений.
Процесс производства, использования и утилизации сопровождается образованием диоксинов и других токсичных химических веществ, а содержащийся в пластике винилхлорид является канцерогеном и способен проникать в организм человека через продукты питания. При использовании жёсткой плёнки из ПВХ в пищевой промышленности, для предотвращения прямого контакта с жиросодержащими продуктами, её комбинируют с барьерным слоем из полиэтилена.
В настоящее время ПВХ редко подвергается вторичной переработке, основным способом утилизации материала является захоронение. Наиболее рациональным методом рециклинга ПВХ является физико-механический способ. По данным исследования российских учёных, поливинилхлорид может быть вторично переработан до 10 раз с сохранением эксплуатационных свойств.

### Полиэтилен высокого давления (LDPE, ПВД)

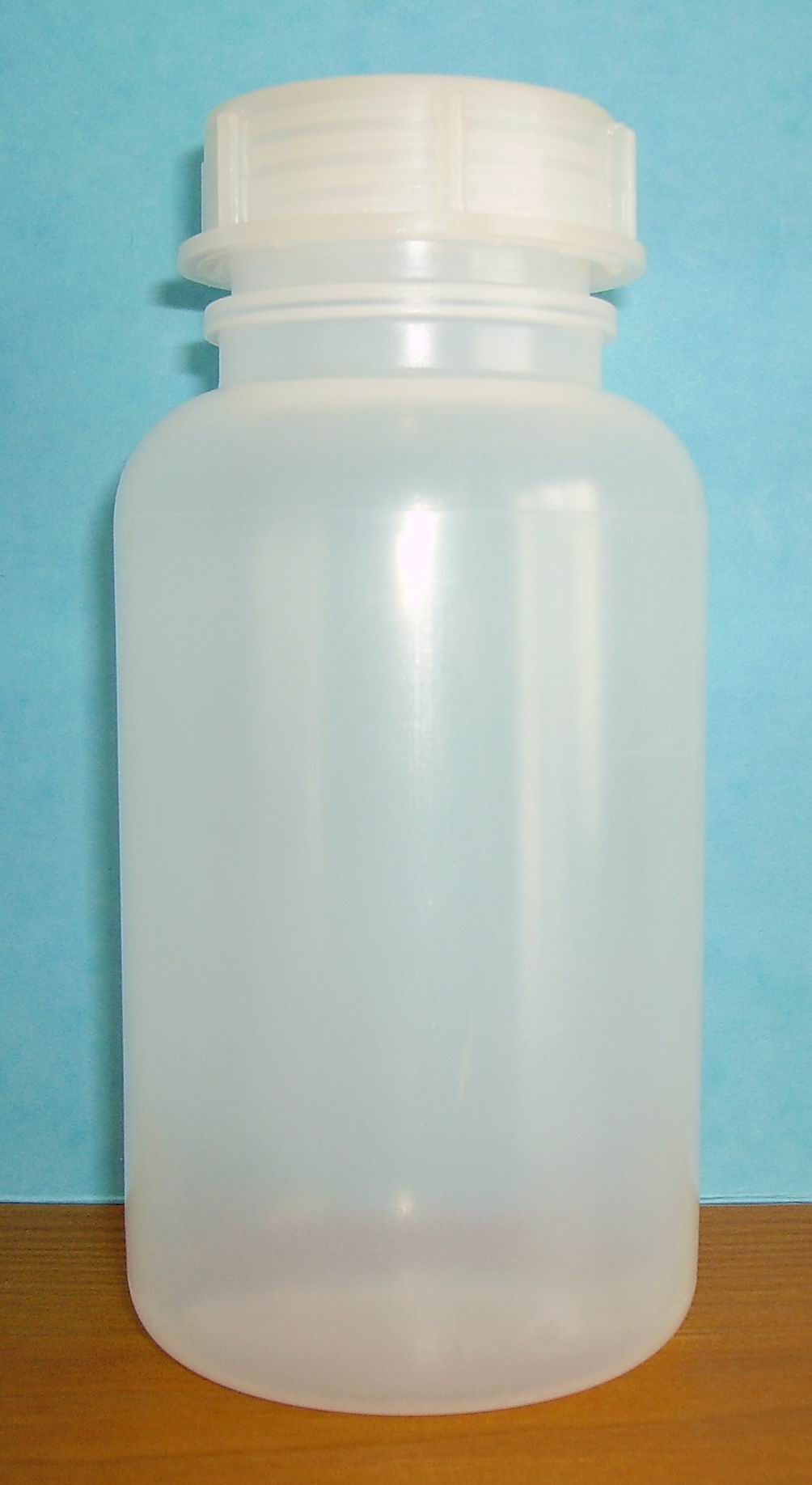
ПВД-бутылка, 2009

ПВД — материал низкой плотности высокого давления, характеризующийся высокой химической стойкостью, низким поглощением влаги и высоким электрическим сопротивлением. Впервые полимер синтезировали в 1936 году при условиях высокой температуре и давления. Благодаря своей плотности и простоте изготовления ПВД быстро стал одним из самых популярных пластиковых материалов. При нагревании ПВД выделяет кислоты, эфиры, перекисные и карбонильные соединения, а также непредельные углеводороды. ПВД отходы не разлагаются в условиях естественной среды. Согласно исследованию, полиэтилен высокого давления может быть переработан до 10 раз без изменения его свойств.

### Полипропилен (PP, ПП)

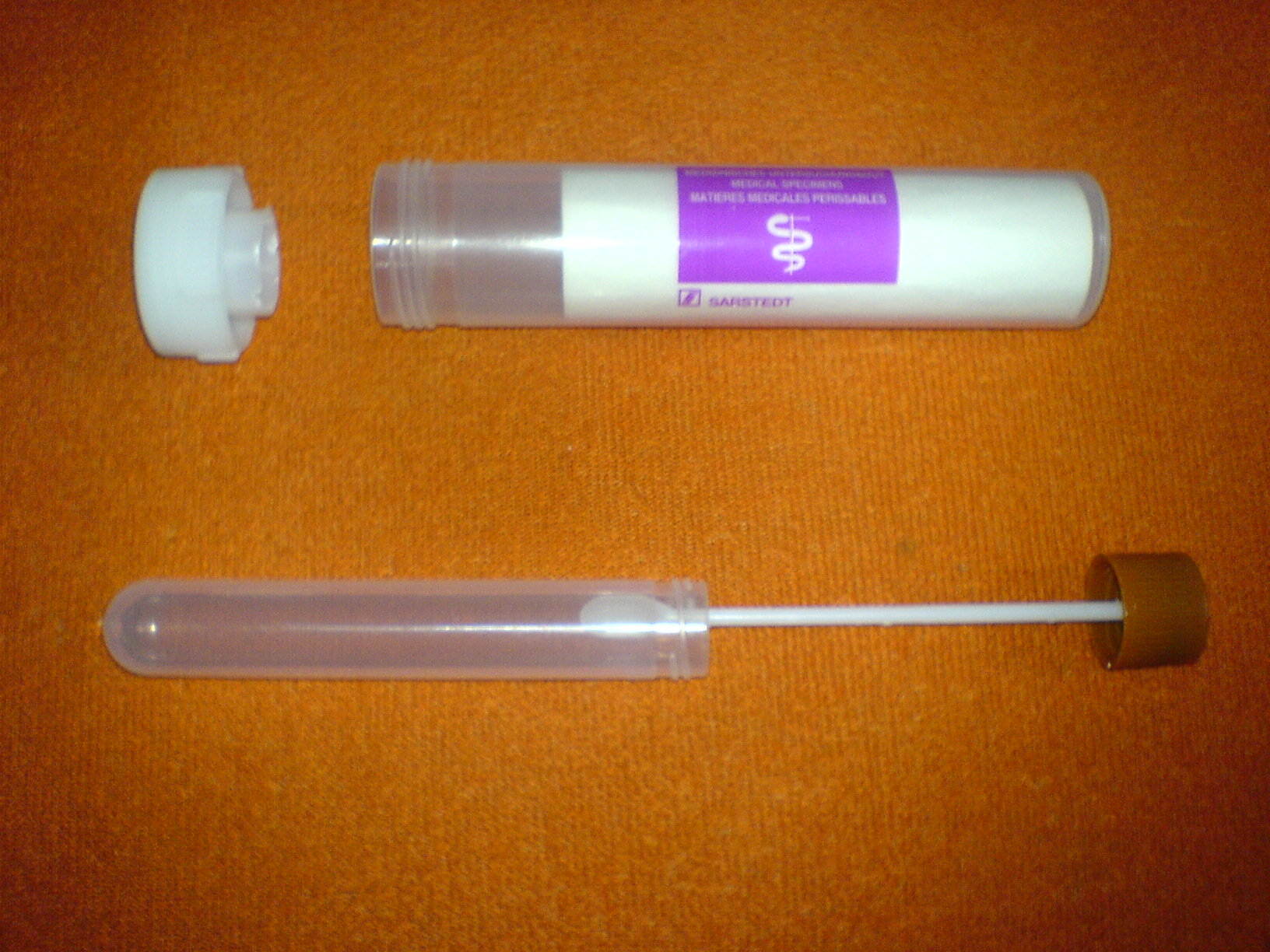
Одноразовые пробирки, изготовленные из ПП, 2010

Полипропилен является одним из самых доступных и популярных видов пластика, из которого изготавливают и волокна и пластические массы. Полипропилен производится из пропилена, который, в свою очередь, выделяют из газов крекинга нефти или нефтепродуктов — при определённых условиях в процессе расщепления углеводородов образуются пропилен и этилен. Процесс выделения и очистки материала производится методом глубокого охлаждения.
Изделия из ПП обладают высокой химической стойкостью, прочностью и термостойкостью. Однако материал подвержен окислительной деградации при контакте с определёнными материалами (например, медью), а также чувствителен к ультрафиолету и кислороду.
Из полипропилена изготавливают вёдра, миски, ящики, игрушки, медицинские компоненты, барабаны для стиральных машин, ящики для батарей, крышки для бутылок, волокна для ковров и спортивной одежды. Хорошая устойчивость к высоким температурам позволяет использовать полипропилен для изготовления искусственных волокон. ПП-материал хорошо поддаётся переработке. Как правило, из него производят гранулы, которые впоследствии вторично используются для изготовления пластиковых предметов. Мировой спрос на вторичный полипропилен продолжает расти, однако многие производители и перерабатывающие компании сталкиваются с тем, что первичный материал может быть значительно дешевле вторичного.
По данным российского исследования, полипропилен может быть переработан без изменения свойств до 8 раз.
Вторичный (переработанный) полипропилен может использоваться в тех же областях, что и первичный — в промышленности, сельском хозяйстве, медицине и в быту.

### Полистирол (PS, ПС)

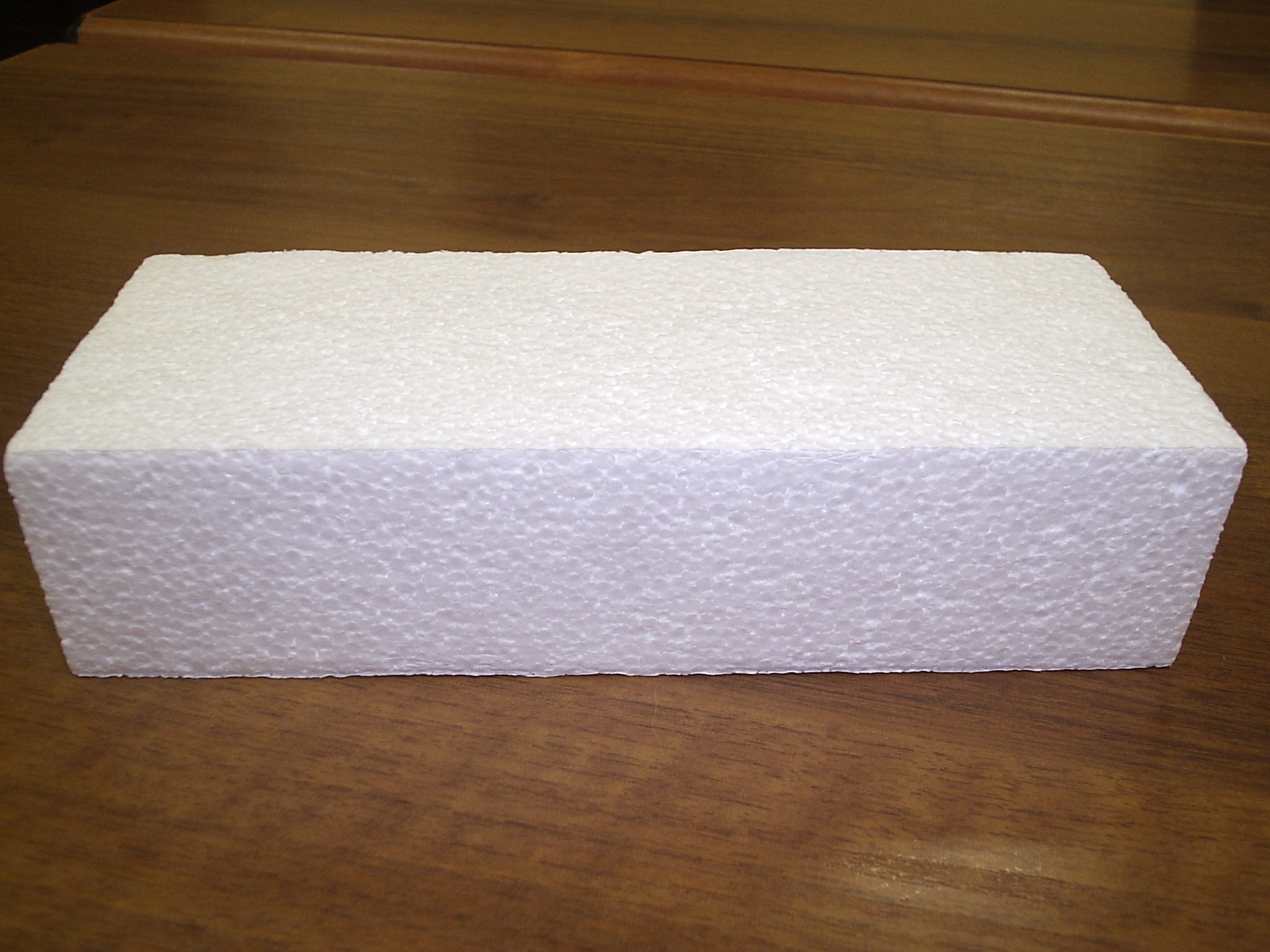
Брусок из пенопласта, 2004

Первый патент на получение полистирола был получен в 1911 году в Германии. В пределах страны массовое промышленное производство полимера началось с 1920-х годов, однако за пределами Германии изготовление полистирола долгое время сдерживалось высокими ценами на мономер. Только после роста производства бутадиен-стирольного каучука в послевоенных США, цены на стирол значительно снизились, что привело и к возросшей популярности полистирола.
Материал хорошо растворяется в ароматических и хлорированных углеводородах, сложных эфирах, кетонах, сероуглероде, пиридине, однако устойчив к действию щелочей и галогеноводородных кислот. Термическая деструкция ПС достигается при температурах выше 200 °C, основным продуктом разложения становится мономерный стирол. Для снижения горючести материала, в полимер добавляют фосфорсодержащие соединения. Из ПС часто изготавливают пенопласт, упаковочные материалы, теплоизоляционные материалы, термопосуду. Материал не годится для хранения горячей еды и напитков.
Уровень переработки полистирола незначителен, в основном перерабатывается пенополистирол, а твердый полистирол практически не перерабатывается в связи с загрязнением вторичного сырья различными примесями (остатки клея, красителей и т. п.).
Согласно исcледованию, полистирол может быть переработан с сохранением своих свойств до 5 раз. Также предложены методы переработки полистирола путём химического рециклинга и пиролиза.
Виды отходов ПС можно разделить на:
1. условно чистые (обрезки листов для вакуум-формования, спилы листовых изделий), поддающиеся повторной переработке прямо на предприятиях с добавлением чистого пластика[62].
2. промышленные сильнозагрязнённые — материал ПС, используемый для прочистки оборудования. Чаще всего содержат остатки других полимеров и нагар. Основной способ уничтожение — сжигание[62].
3. полигонные — чаще всего упаковки от пищевых продуктов и товары ежедневного потребления[62].
4. Пенопласт. Из-за его удельных характеристик — большой объём и малый вес — утилизация пенопласта достаточно проблематична. Запрещено хранить на полигонах[62].

### Другие (PC, Other, O)
Смесь различных видов пластиков и полимеры, не вошедшие в отдельную группу. В эту категорию входят: полиэтиленовый воск (ПВ); полибутилентерефталат (ПБТ); полиамид (ПА); АБС-пластик. По этой причине для этой категории протоколы повторного использования и переработки не стандартизированы. Одним из главных недостатков этой группы пластмасс является потенциальная возможность химического выщелачивания в пищевые продукты или напитки, упакованные в изделия с использованием поликарбоната (PC) — одного из самых опасных видов пластика, который способен выделять BPA (бисфенол А). По этой причине нагревание пластиков с такой маркировкой запрещено.
Однако в данную категорию входят и совершенно безвредные пластики, такие как смесь полиэтилена высокого и низкого давления (HDPE и LDPE), смесь полиэтилена и полипропилена (например, пластиковая упаковка с soft-touch слоем), биопластики. Эти материалы в большинстве случаев могут перерабатываться и использоваться повторно. Чаще всего такие пластики встречаются в косметической, пищевой, бытовой упаковке и на практике считаются перерабатываемыми, несмотря на маркировку «other» или «7».

## Способы переработки и утилизации пластика

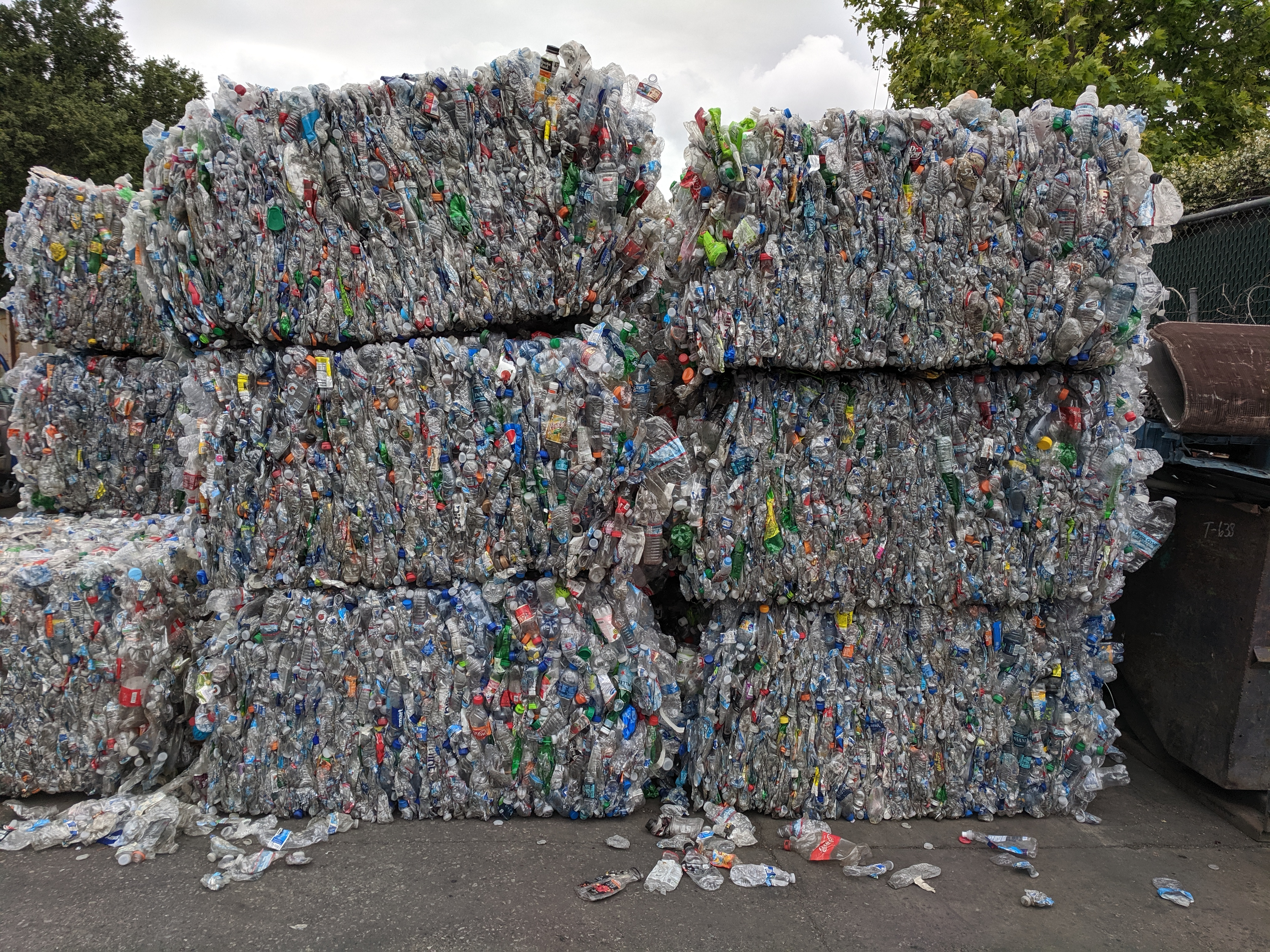
Собранные для переработки ПЭТ бутылки. США, 2019

Всего выделяют три основных метода утилизации пластика: физический, химический и термический. Наиболее перспективными среди физических методов переработки являются механические и радиационные способы.

### Физический

#### Механический рециклинг
Среди физических методов самым распространённым является механический рециклинг. Способ состоит в измельчении, дроблении и перетирании пластиковых материалов для получения рециклата — полимерного материала, впоследствии используемого для изготовления других пластмассовых изделий. Механический рециклинг не требует дорогостоящего специального оборудования и легко реализуем.
На первом этапе отходы сортируют по типу пластика, состоянию материала и степени загрязнённости. Затем материал проходит этап предварительного дробления. Впоследствии пластмассу заново сортируют, моют и высушивают, а затем обрабатывают в термических установках для получения расплава однородной консистенции — рециклата. Впоследствии уже расплавленный материал отправляют в экструдер для формирования промежуточных гранул либо напрямую вторичной продукции. Для осуществления процесса используются дробилки, грануляционные установки, устройства для агломерации вторичных масс, системы замачивания и очистки, автоматизации, подъёмно-транспортное оборудование.
Метод механического рециклинга позволяет перерабатывать как незагрязнённые и однотипные отходы, так и смеси полимерных материалов. Переработанный материал либо используется как второсырьё или же смешивается с чистым пластиком для получения нового материала. Чаще всего механический рециклинг используется для повторного перепроизводства полимерных волокон, пластиковой тары и упаковок.
Среди достоинств этого метода выделяют сравнительную простоту технологического оформления, а также универсальность, поскольку он применим для любых видов пластика и одновременно перерабатывает как волокна, так и полимерное связующее. При механическом рециклинге не происходит выброса вредных веществ и испарения. Недостатками механического рециклинга считаются высокая энергоёмкость процесса, сложность регулирования размеров измельчения, ограниченное повторное применение материалов. Более того, необходимость сортировать, разделять и очищать пластиковые изделия значительно замедляют процесс. Тщательную очистку тяжело выполнять технически, особенно если отработанные пластмассы долго накапливались на свалках.

### Химический рециклинг
Термин «химический рециклинг» применяется к ряду процессов и технологий, в результате которых из пластмасс формируются новые материалы. Химический рециклинг используется для переработки полимерных молекул, в результате которого образуются новые структуры, впоследствии используемые в качестве сырья для производства новых продуктов. Химический способ является одним из более перспективных и потенциально наиболее востребованных в будущем методов переработки пластика. Особенную популярность он приобретает в странах с развитой экономикой, так как представляет альтернативу механическому рециклингу, заточенному на переработку чистых материалов. Многие крупные международные компании, такие как Adidas, Unilever, P&G, Danone and Interface, активно инвестируют в развитие этого направления. В его основе лежит процесс деполимеризации или химического разрушения полимерного связующего. В результате процесса образуется готовое вторсырье, такое как новый пластик (полимеры), мономеры для изготовления нового пластика, нафта для производства нового пластика и химических веществ, основные химикаты, такие как метанол, транспортное топливо для авиации и автомобилей, воски для свечей и мелков, а также синтетическую сырую нефть.
Преимуществом химического метода является возможность перерабатывать пластик, когда его разделение для механического рециклинга либо экономически неэффективно, либо технически невозможно. Чаще всего метод используется для переработки загрязнённого материала. Для ускорения процесса деполимеризации используется микроволновый реактор, в котором под воздействием микроволн происходит и механическое измельчение и химическая реакция. Из полученной жидкости получается чистый ПЭТ, впоследствии заново используемый для производства пластика или синтетических тканей.
Химический рециклинг также начинается со сбора и сортировки материала. Затем могут быть использованы несколько технологий, таких как: гликолиз, сольволиз, метанолиз.

#### Гидролиз и гликолиз
При гидролизе пластик взаимодействует с водой в кислоте, щелочной или нейтральной среде. В результате происходит деполимеризация материала и расщепление на мономеры. Недостатками метода считаются необходимость проводить процесс при высоких температурах (между 200 и 250 ◦C), давлении (между 1,4 и 2 МПа), а также длительное время реакции.
Гликолиз является подвидом гидролиза, однако в нём используются этиленгликоль и более высокие температуры. Гликолиз является более экономичным способом по сравнению с гидролизом.

#### Сольволиз
Сольволиз является наиболее часто используемым методом химического рециклинга и реализуется с использованием широкого диапазона растворителей, температур, давлений и катализаторов, таких как сверхкритическая вода и спирты. В роли катализатора выступают соли щелочных металлов. По сравнению с пиролизом для процесса сольволиза необходимы более низкие температуры. В процессе образуются восстановленное волокно и химическое вещество, которое впоследствии может быть использовано для коммерческих целей.
Наибольшее распространение метод сольволиза получил в Японии. Особую роль в развитии технологии в стране сыграла компания Hitachi Chemical, которая смогла осуществить процесс при сравнительно низком давлении и температуре около 200 °C. На развитие и внедрение сольволиза также была направлена целевая программа Европейского союза EURECOMP (2009—2012).

#### Метанолиз
В основе метода лежит расщепление пластмассы при помощи метанола в резервуарах с высокими температурами. В процессе используются катализаторы, такие как ацетат магния, ацетат кобальта и диоксид свинца.

#### Термокатализ
В России был разработан процесс утилизации пластика в компоненты жидкого топлива с использованием катализатора разового действия на основе шламов некоторых металлургических производств. Изначально пластмассовые отходы измельчаются, а затем с добавлением катализатора поступает в реактор, где смесь нагревается свыше 400 °C. Полученная в результате реакции смесь углеводородов подаётся на сжигание как готовое котельное топливо, которое также может работать в качестве пластификатора некоторых компонентов дорожного покрытия. Впоследствии продукт может быть переработан с целью получения бензина, дизеля и мазута.
Преимуществом метода является низкое энергопотребление, а из недостатков выделяются сложность контроля процесса и технологического оборудования по причине необходимости вести процесс при высоком давлении.

### Термический
Механизмы термической деструкции полимеров классифицируются по содержанию кислорода на несколько видов: пиролиз, метанолиз, газификацию, сжигание.

#### Пиролиз
Пиролиз является одним из самых эффективных, но при этом дорогостоящих способов переработки пластика. При использовании метода пиролиза отходы обрабатываются под воздействием высоких температур в специально оборудованных камерах без доступа кислорода. В результате химического процесса образуются газ, тепловая энергия и мазут. При расщеплении пластиковых отходов методом пиролиза получают бензиновую фракцию, которая может достигать до 80 % от массы исходного сырья.
Процесс подразумевает термическое разложение пластиковых отходов при различных температурах (300—900 °C) в условиях отсутствия кислорода, в результате чего происходит термическое разложение и высвобождение содержащихся в пластике частиц водорода. Образуются ряд углеводородов, которые можно использовать в качестве основ топливных веществ. Различные виды катализаторов используются для улучшения процесса пиролиза пластиковых отходов, повышения эффективности, нацеливании на конкретную реакцию и снижении температуры и времени процесса. Метод получил большое распространение в странах Западной Европы, однако применять его можно только к пластикам с термостойкими наполнителями. В случае с другими материалами необходим тщательный подбор технологических параметров процесса. Пиролиз разрушает 99 % вредных сложносоставных веществ, которые входят в состав пластика, что делает его одним из самых экологичных вариантов переработки отходов, однако требует большого количества энергии.Также необходима дорогостоящая очистка отходящих газов.
FBR-метод
FBR-метод или метод «кипящего слоя» был разработан исследователями Уорикского университета. В его основе лежит использования пиролиза в реакторах кипящего слоя. Проведённые исследования показали, что помещение пластиков смешанного спектра в подобный реактор приводит к получению полезных продуктов.

#### Газификация
При газификации из несортированного грязного материала образуют синтетический газ, который впоследствии может быть использован как для постройки новых полимеров, так и для вырабатывания тепловой и электрической энергии, метанола, электричества, кормовых белков и различной биомассы. Отходы обрабатываются потоком плазмы при температуре 1200 °C, благодаря чему разрушаются токсичные вещества и не образуется смолы. Впоследствии мусор превращается в пепел, который часто прессуют в брикеты и закладывают в фундамент зданий. Метод газификации приобрёл особую популярность в Японии.
Главным достоинством метода является возможность перерабатывать пластик без сортировки. Среди недостатков отмечается высокая вероятность выброса вредных газов в атмосферу.

#### Сжигание

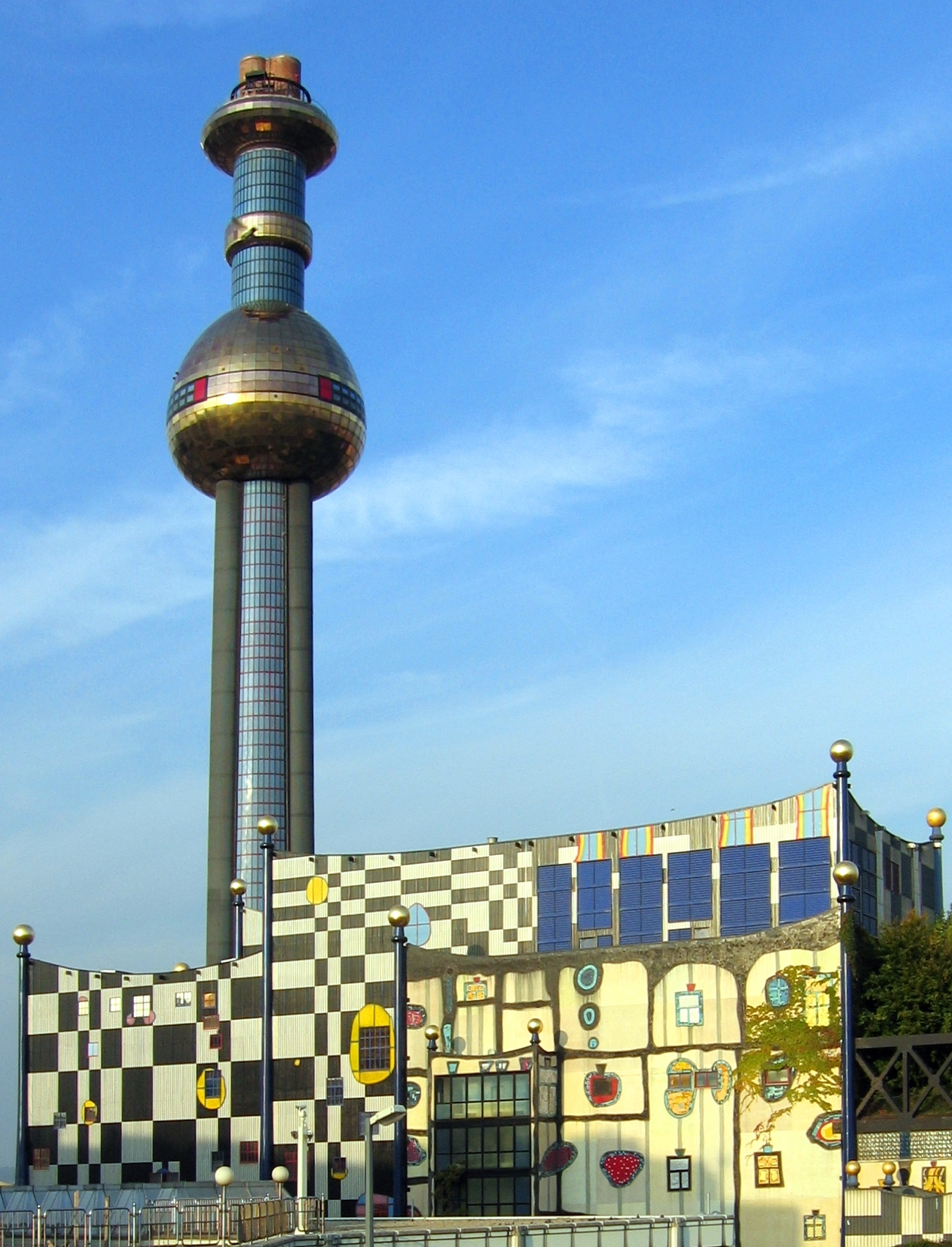
Мусоросжигательный завод Шпиттелау в Вене, спроектированный Фриденсрайхом Хундертвассером, 2006

Сжигание является одним из распространённых и эффективных методов утилизации пластиков, непригодных для переработки из-за своего состава, неправильного сбора и хранения пластикового сырья или потери потенциала к переработке из-за многократного использования пластика. Продуктом энергетической утилизации пластикового мусора являются электричество, тепло и зола, которая может быть использована в строительстве. Согласно постановлению Европейского парламента, сжигание отходов пластика должно применяться только тогда, когда не удалось применить другие методы утилизации.
К современным мусоросжигательным заводам предъявляют высокие требования по дожиганию газов при высокой температуре (около 850 °C) и последующей его очистке, что позволяет минимизировать образование и выбросы диоксинов. Благодаря этому такие заводы часто располагаются в самих городах, недалеко от места образования отходов. Так, Амагер Бакке в Копенгагене и завод Шпиттелау в Вене снабжают городские сети электроэнергией и горячей водой.

### Экспериментальные методы

#### Деполимеризация
Термическая деполимеризация является одним из экспериментальных физико-химических способов. Он построен на процессе пиролиза с использованием воды. В результате термической деполимеризации получают как смесь углеводородов, пригодных для создания синтетического топлива, так и новые пластиковые материалы. В процессе деполимеризации монопластик вроде ПЭТ-бутылок расщепляется обратно в мономеры, которые могут быть переработаны в новые ПЭТ материалы. Термическая деполимеризация позволяет перерабатывать смешанные виды пластиков, однако создаёт потенциально опасные побочные продукты.

#### Радиационный
Радиационный метод основан на использовании высокоэнергетического излучения для разрушения полимерной матрицы, при этом физические характеристики наполнителя остаются неизменными. Предполагается, что в будущем этот всё ещё экспериментальный метод станет основным способом утилизации армированного пластика.
Среди недостатков процесса выделяют повышенную радиационную нагрузку на человека и окружающую среду. Более того — утилизации подвергаются только тонкослойные пластики.

## Проблемы переработки
Самая большая трудность переработки пластиковых отходов заключается в высокой стоимости сбора и переработки материалов — пластики редко представлены в «чистом» виде и чаще всего представляют собой комбинацию из полимеров различных типов. Вместе с загрязнённостью поступающего материала это делает процесс сортировки и очистки трудоёмким и затратным. Более того, система организованного сбора и переработки мусора осуществляется только в ограниченном количестве стран. Таким образом, большинство пластиковых отходов не подвергаются утилизации и выбрасываются в окружающую среду или при более организованном подходе — сжигаются.

## Использование вторичного пластика

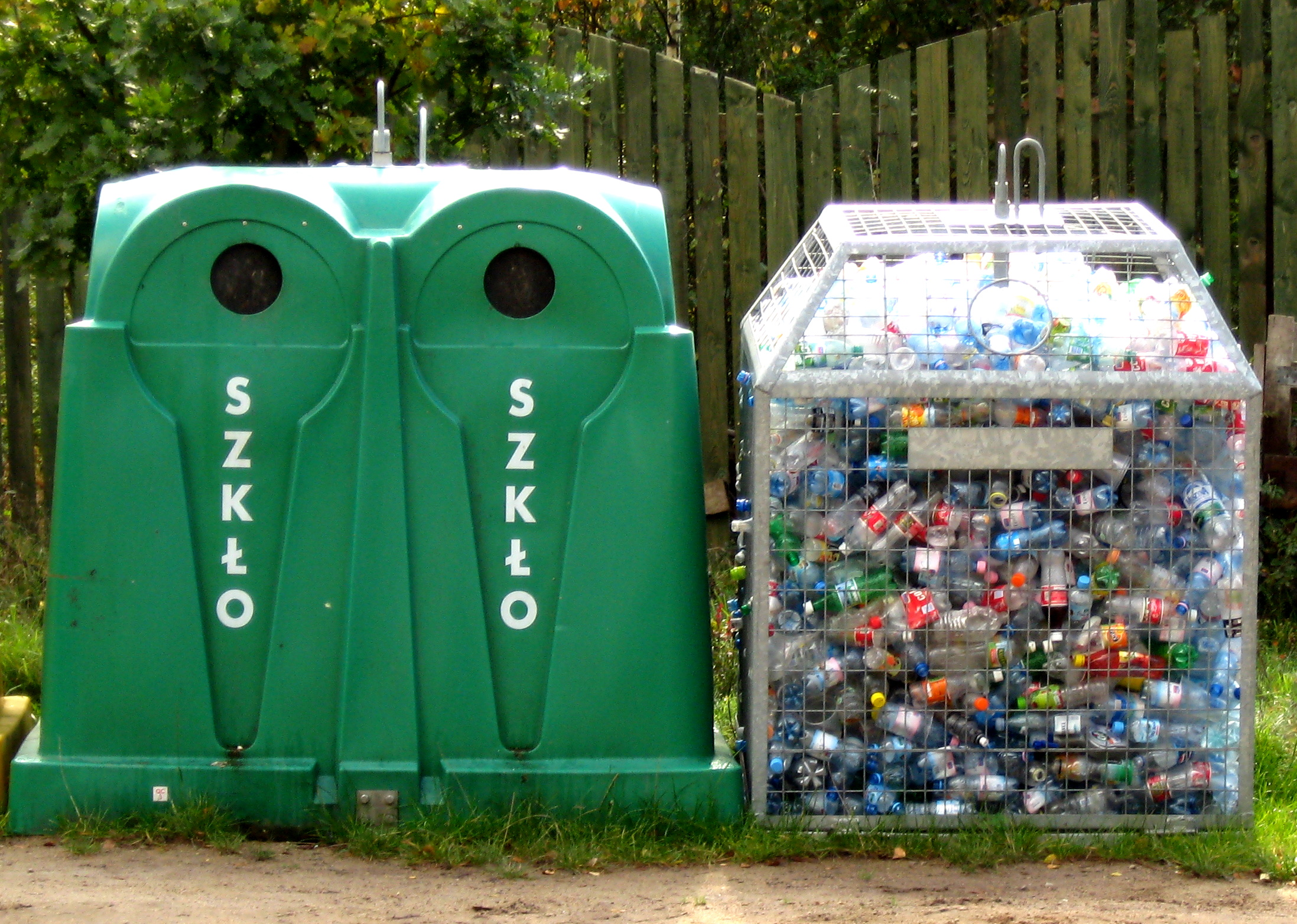
Контейнеры для раздельного сбора пластика Польша, 2008

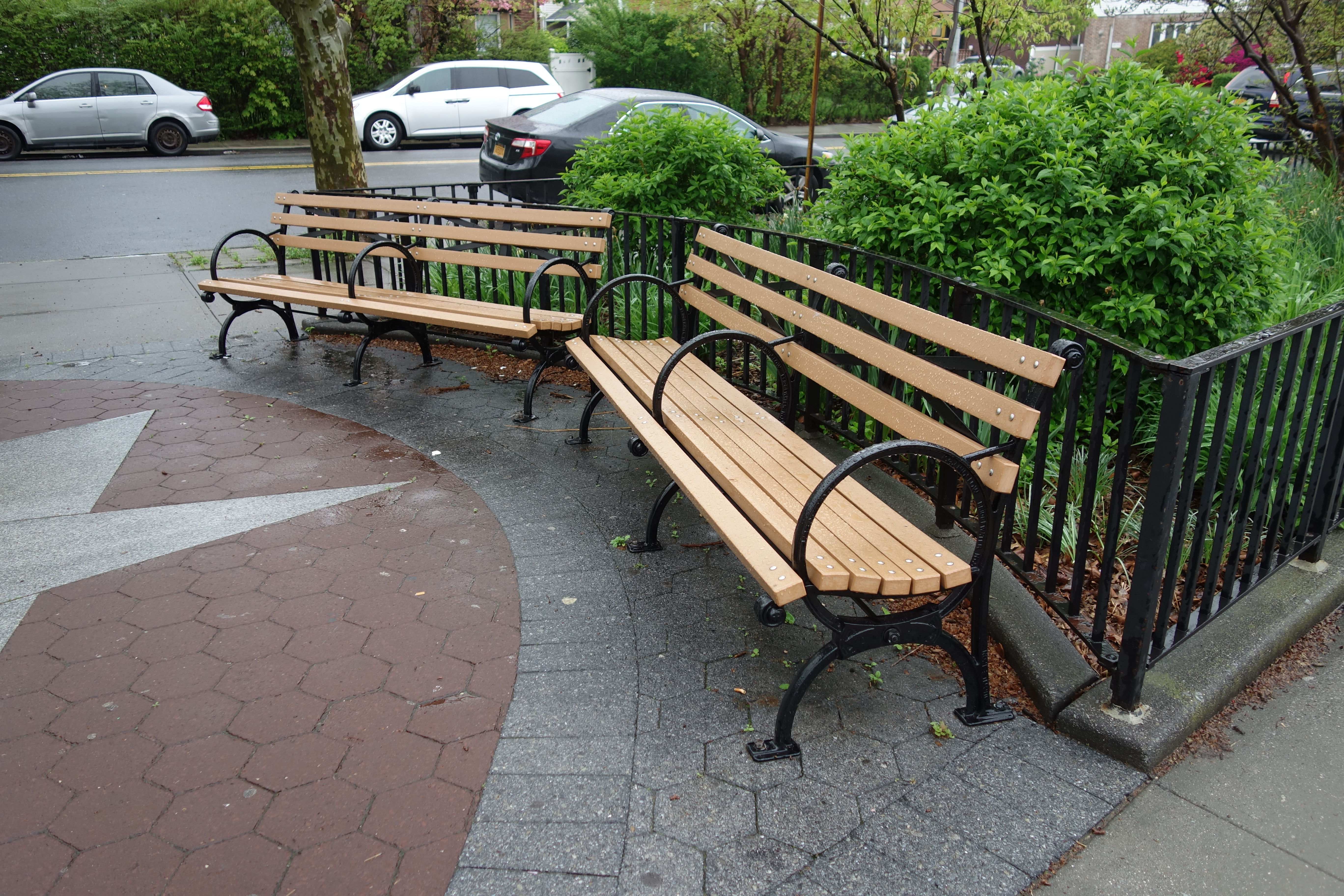
Скамейка из переработанного пластика. США, 2019

### Пластиковые материалы
Из вторичного ПНД материала изготавливают столы, придорожные бордюры, скамейки, мусорные контейнеры, канцелярские товары, а также бутылки для фасовки бытовой химии, шампуней, стройматериалы, материал для изготовления труб. Вторсырьё внедряется для упаковок туалетных принадлежностей и товаров народного потребления, щетины, ворса, бытовых кистей, мётел, щёток, мусорных пакетов и плёнок технического значения, вёдер, горшков для цветов. Из переработанного полиэтилена получают новые бутылки, одноразовую тару, упаковочные пакеты и плёнки, декоративные заборы, напорные трубы, отделочную плитку.

### Одежда
Изготовление полиэстера вторичного использования является одним из самых популярных направлений применения переработанных пластиковых отходов. В европейских странах около 70 % вторичного ПЭТ перерабатывается в волокна полиэстера, который используется для утепления одежды, спальных мешков, наполнителя мягких игрушек. Волокна меньшего диаметра составляют искусственную шерсть для одежды, которые могут содержать до 100 % вторичного материала. Из переработанного пластика также получают такие материалы как нейлон, органза, тафта. Так, для изготовления новой футболки необходимо около 7 бутылок, свитера — 40, около 14 бутылок нужно, чтобы создать наполнитель для лыжной куртки. Большинство текстильных брендов как минимум частично используют полиэстер, либо добавляя его к хлопку и вискозе, либо для производства искусственного шёлка. Преимуществом полиэстера перед другими материалами является то, что материал быстро сохнет и при стирке не меняет размер и форму.
Полностью изготовленная из переработанных бутылок одежда стала одним из модных трендов начиная с 2002 года, когда компания Dsquared2 представила коллекцию «Recycled». В 2008 году компания American Apparel выпустила ряд аксессуаров, сделанных из переработанных пластиковых бутылок. В 2012 году Adidas изготовила спортивную форму из переработанного PS для 70 тысяч волонтёров на Олимпийских играх в Лондоне. Nike также изготавливает одежду из переработанного полиэстера, выпустив спортивную форму для команды «Манчестер Сити» в 2013—2014 годах. Среди других крупных брендов, создающих одежду на основе переработанного пластика: Levi’s, Asics, Topshop, Marks & Spencer, Max Mara, H&M, Patagonia, Inc. Из переработанных пластиковых бутылок была создана непромокаемая верхняя одежда новозеландской компании Okewa. Московский футбольный клуб «Спартак» играет в сделанной из пластиковых бутылок форме.

### Мебель
Часть кухонных гарнитуров IKEA изготавливается из переработанного пластика.
Команда голландских дизайнеров The New Raw печатает скамейки на 3D-принтер из переработанного пластика, а в 2019 году стало известно, что в казанских парках и скверах будет установлена мебель из пластикового вторсырья.

### Дороги
Разработанная в Голландии компанией KWS концепция PlasticRoad подразумевает создание дорог из переработанного пластика. Создатели считают, что пластиковые дороги гораздо выгоднее, чем асфальтовые, поскольку модули из переработанного материала лёгкие и хорошо крепятся друг к другу. За счёт внутренней полости в них можно прокладывать коммуникации и трубы. Более того, они отличаются долгим сроком службы. Отчасти подобная технология уже внедряется в Индии. В России изготавливаются дорожные ограждения, имитирующие доски из дерева.

### Упаковка
Вторичный пластик применяется для производства упаковки как непищевого, так и пищевого назначения. Как правило, вторичный пластик используется в смеси с первичным пластиком в различных пропорциях. В частности, это бутылки для воды, напитков, масла, стаканчики для йогуртов, лотки для мяса и других продуктов, флаконы и канистры для бытовой химии и автомобильных масел, пакеты и упаковочная плёнка.

## Ситуация в мире

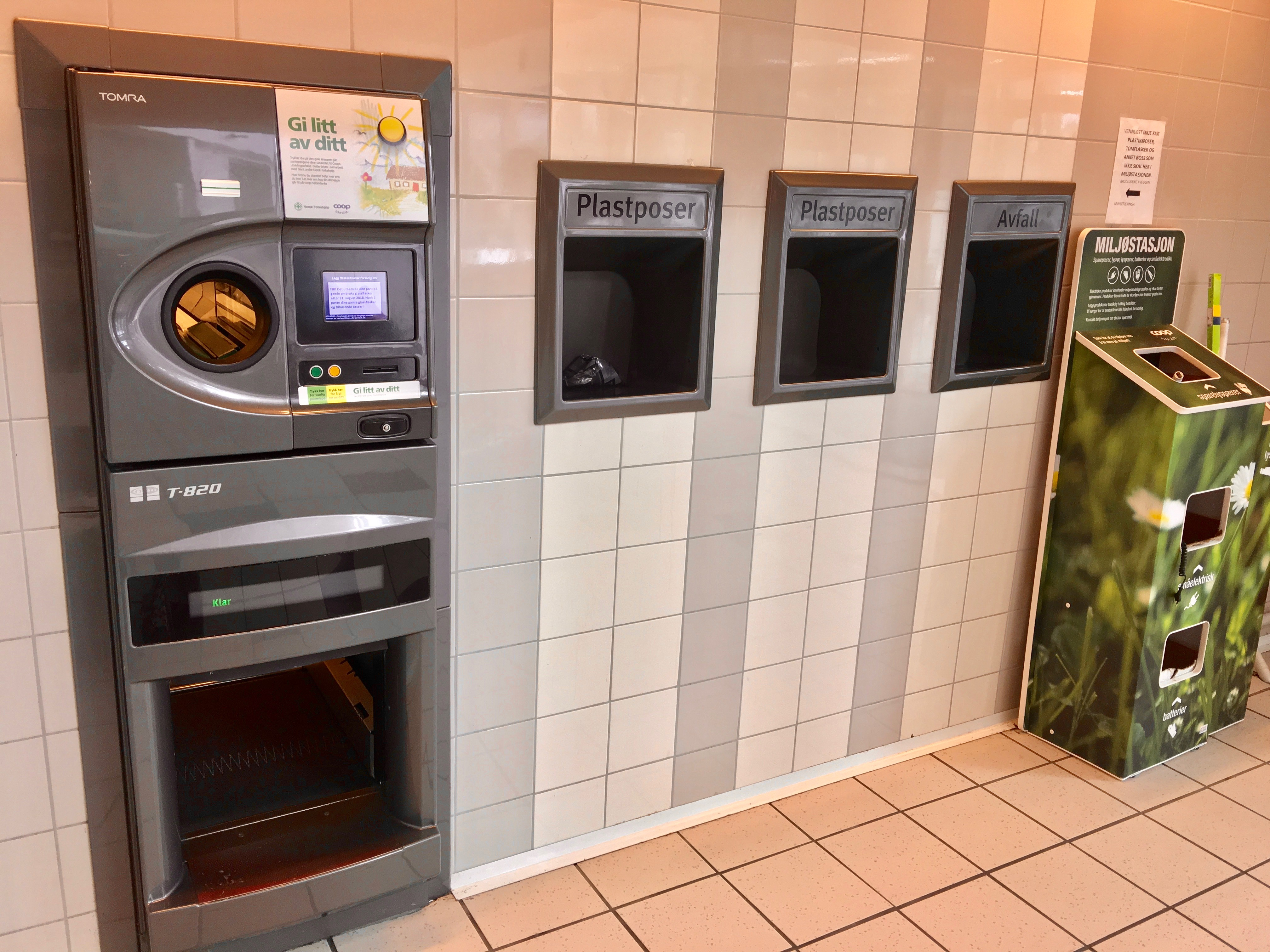
Автоматы по сдаче пластика на переработку. Норвегия, 2018

В странах Европейского союза перерабатывается[когда?] только около 25-30 % пластика, в США — 8 %, в то время как в развивающихся странах переработка практически не осуществляется.
Исследование Science Advances в 2017 году выявило, что к 2015 году было произведено около 6,3 млрд тонн пластиковых отходов, из которых только 9 % переработано.
Всего в мире переработке подвергается около 14 % потребляемого материала, бо́льшая часть захоранивается на свалках.
За всё время производства пластмасс в мире было переработано только 9 %.
Начиная с 1992 года большинство развитых стран отправляли пластмассы на переработку в Китай. Как результат, в стране перерабатывалось около половины всех мировых пластиковых отходов. Однако в январе 2018 правительство Китая объявило о вводе запрета на импорт некоторых видов пластика и загрязнённых на более чем 0,5 % материалов. К 2018 году уровень развития экономики Китая достиг уровня, когда страна генерировала такое количество отходов, которое полностью покрывало потребности местных перерабатывающих предприятий.
После введённых Китаем ограничений индустрия переработки в странах Западной Европы и США находится в состоянии кризиса. В связи с запретом, в США некоторые штаты начали снимать ограничения на выброс пластикового материала на свалки. Первоначальным решением многих стран стал экспорт отходов в страны Юго-Восточной Азии, однако после Китая запрет на ввоз пластикового вторсырья ввели Таиланд и Малайзия, а затем Индия и Вьетнам. Помимо этого, ввоз неперерабатываемых отходов был ограничен и в Индонезии; более того, в июле 2019 года Индонезия заявила о возвращении 49 контейнеров мусора обратно в Австралию, Францию, Германию, Гонконг и США, так как содержимое нарушает закон об импорте опасных и токсичных отходов.
Кризис переработки пластика в развитых странах был вызван тем, что утилизация материала является достаточно дорогостоящей и не такой эффективной, как в странах Африки и Азии, где многие этапы выполняются за счёт дешёвой рабочей силы. При этом кризис индустрии показал необходимость увеличения инвестиций в переработку пластиковой продукции и пересматривание практик утилизации.
Страны Европейского союза начали вводить налоги на потребление пластика (налог на пластиковую упаковку был введён в Австрии, Франции, Италии и Дании) и повышать стандарты по содержанию вторичных материалов в производимой продукции. В результате принятых мер пластик стал проигрывать по цене альтернативным экологичным материалам. Эти меры также стимулировали инвестиции в химические методы переработки, которая позволяют утилизировать материал несколько раз без потери качества.

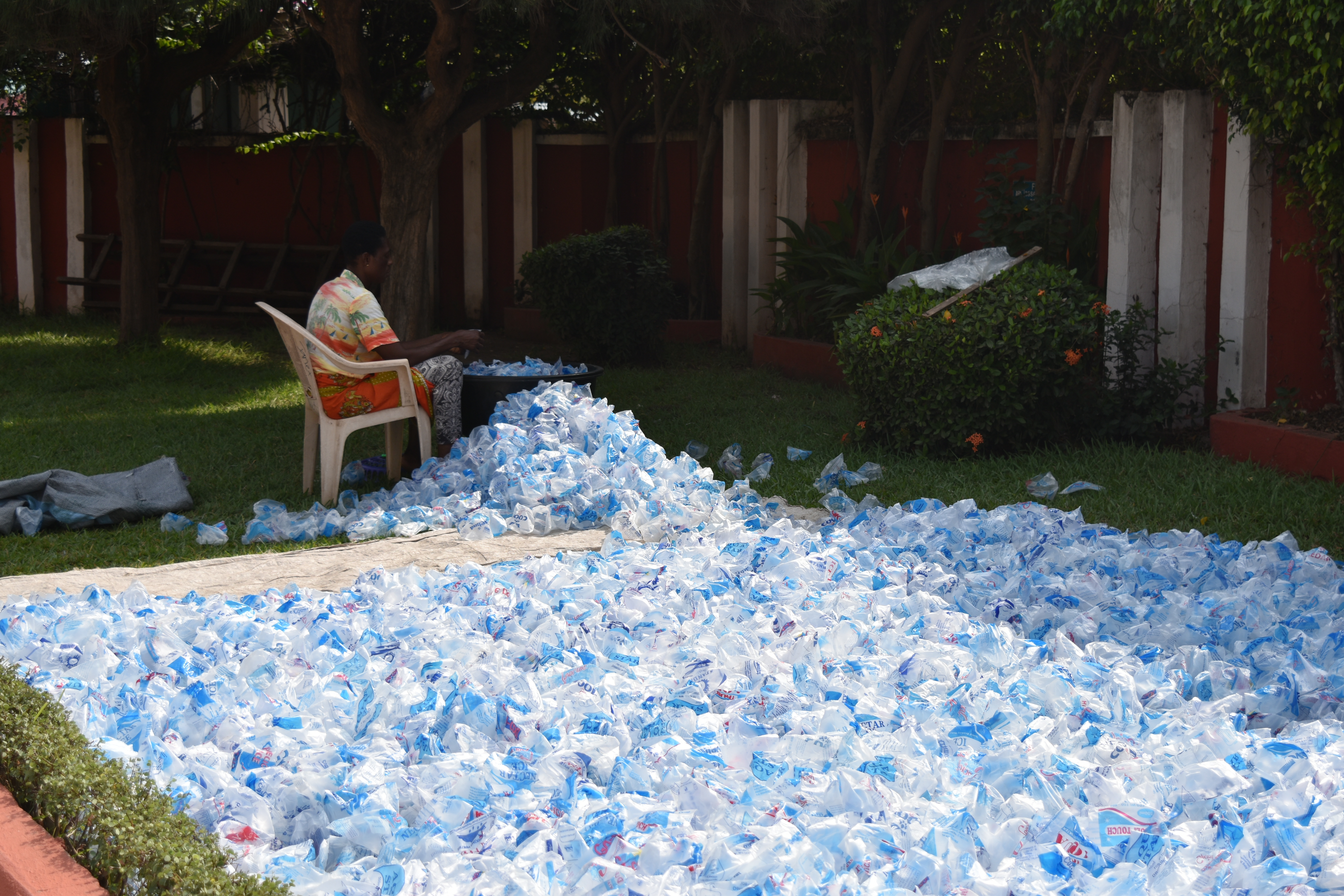
Раздельный сбор мусора в Гане, 2016

Страны, которые ранее полагались на экспорт пластиковых отходов в Китай, столкнулись с накоплением мусора на их территории. Япония — второй по величине экспортёр пластиковых отходов в Китай — только за один год накопила около 500 тыс. тонн отходов. После 2019 года Великобритания начала сжигать больше мусора. В целом сжигание отходов в Европе более популярно, чем в США, где есть гораздо больше свободной земли для полигонов (так, в Англии около 42 % отходов идут на сжигание и переработку).
В мае 2019 года 187 стран приняли решение ввести поправки в Базельскую конвенцию о регуляции торговли опасными отходами, чтобы лучше контролировать поставки лома пластмассы. Поправки, которые вступят в силу в 2021 году, подразумевают введение большей ответственности на поставку пластиковых отходов.
Летом 2021 года минторг Турции объявил о запрете на импорт в страну пластиковых отходов полиэтилена (при этом, пластиковые бутылки, которые легче всего переработать, под запрет не попадают). При этом, Британия стала главным поставщиком отходов в Турцию после того, как в 2018 году Китай прекратил импортировать пластик для переработки: так, если в 2016 году Британия отправила в Турцию 12 тыс. тонн отходов, то в 2020—209,6 тысячи тонн. Кроме Британии, другие страны Европы также отправляют пластик в Турцию.
Во многих странах мусоропереработка является одним из самых экономически выгодных бизнесов; сама первичная сортировка мусора осуществляется на этапе раздельного сбора мусора, осуществляемом гражданами.
В Китае работает более 10 тыс. предприятий, которые занимаются переработкой отходов пластика, почти половина из них относится к крупному и среднему бизнесу, который постоянно наращивает объёмы переработки; в стране существует стихийное сообщество сборщиков мусора, которое занимается скупкой бытовых отходов у населения и последующей их перепродажей в пункты приема.
В Японии изначальная сортировка мусора осуществляется через выставление определённого типа отходов в определённый день. В США, наоборот, принята однопоточная система — на изначальном этапе мусор отличают органики от неорганики. Деление на нужные типы происходит с помощью систем сепараций, внедрённых на контейнерах.
Западная Европа
В Западной Европе производители пластиковых упаковок и другой тары платят специальные налоги на переработку отходов продукции. Проблемой занимаются многие крупные производители различной техники и оборудования, некоторые автоконцерны начали использовать переработанный пластик для изготовления автомобильных частей — бамперов, а иногда и дверей.
Начиная с 2006 года в Европейском союзе переработка пластмасс и получение топлива за счёт утилизации отходов достигло 50 %.
В то же время многие стремятся ограничить производство одноразовых пластиковых предметов. Так, с 2017 года во Франции запрещено использовать одноразовые пластиковые пакеты во всех магазинах, рынках и аптеках, в Ирландии запрещена бесплатная выдача полиэтиленовых пакетов, а в Германии вместо полиэтиленовых пакетов в супермаркетах предлагают тканевые сумки и бумажные пакеты.
В январе 2018 года Еврокомиссия опубликовала стратегию переработки пластиковых отходов, согласно которой к 2030 году вся использованная пластиковая упаковка должна собираться и использоваться повторно.
Законодательство Европейского союза требует от стран-членов переработать как минимум 70 % всех упаковочных материалов к 2030 году и 65 % от бытовых отходов к 2035.
Нидерланды и Австрия ввели высокие налоги на захоранивание мусора, в то время как Бельгия и Норвегия ввели высокую пошлину за загрязнение воздуха при сжигании отходов.
Так, для сокращения количества непереработанного пластика Франция ввела ранжированную систему стоимости полимерной упаковки, то есть стоимость потребительских товаров в упаковке, непригодной для переработки, увеличивается. 

Европейская модель борьбы с отходами считается успешной, поскольку подразумевает чёткое распределение обязанностей между бизнесом, государством и гражданами, стимулируемые экономической выгодой. Таким образом, в европейских странах происходит развитие секторов циркулярной экономики.
В 2019 году 30 крупных международных компаний создали Альянс по ликвидации пластиковых отходов (AEPW), одной из целей которого является создание регламентации по уменьшению количества производимого одноразового пластика и создания регламентаций по его переработке. Компании вложили в Альянс около 1 миллиарда долларов, которые направили как на уменьшение использования пластика, так и на очистку океана от пластикового мусора, развитие инфраструктуры для сбора и управления отходами и увеличения объёмов переработки, образование и вовлечение правительств на всех уровнях, организаций и сообществ для мобилизации усилий. Фирмы по утилизации отходов Veolia Environnement и Unilever планируют совместные проекты в Индии и Индонезии для увеличения объёмов собранного мусора и потенциального перехода к безотходной экономике.

### Лидирующие страны

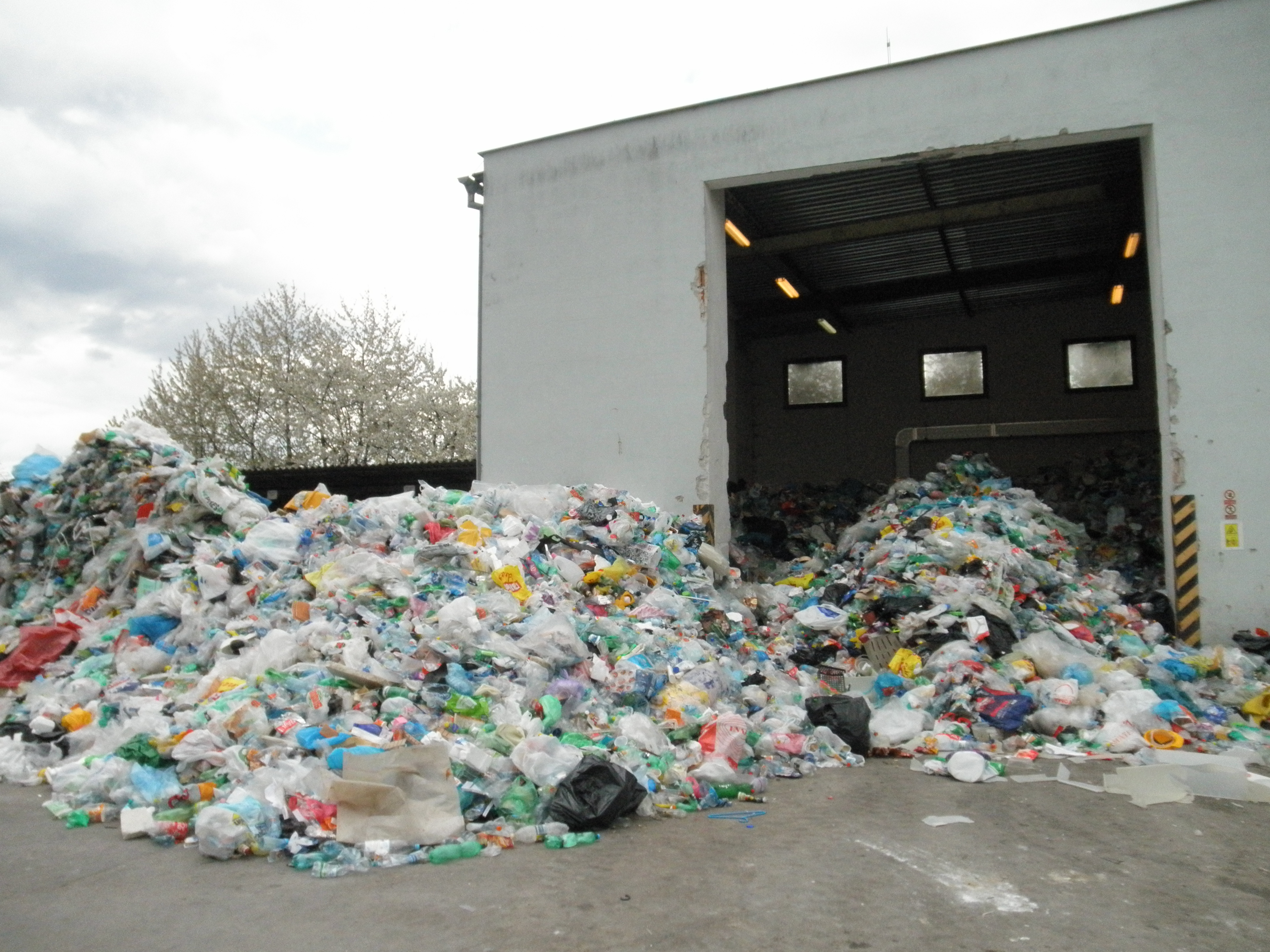
Объект по рекуперации материалов. Чехия, 2012

Начиная с 2016 года Германия занимает лидирующее место по рециклингу пластиковых отходов — в стране перерабатывается до 56 % изготавливаемых материалов. Подобных успехов страна достигла благодаря созданной в 1990-е программе «The Green Dot», направленной на сбор отходов с домашних хозяйств и производств. Система финансируется промышленными производствами. По данным Всемирного экономического форума, в стране образуется около 3 млн тонн пластиковых отходов ежегодно, перерабатывается 48,8 %. Однако некоторые эксперты считают, что настоящее количество перерабатываемого мусора значительно ниже и достигает только 38 %. Причиной является то, что в статистике учитывается количество собранного, а не переработанного мусора. Так, в крупных городах в специально отведённые контейнеры может попадать до 50 % общего мусора. Также сказывается невозможность переработки некоторых изделий из смешанных видов пластика. По другим данным, Германия перерабатывает до 68 % пластика.
Рециклинг пластика в Германии (автоматы для приёма пластиковых бутылок установлены повсеместно) приносит предприятию-переработчику около €1000 за тонну. В 2017 году оборот всей мусороперерабатывающей отрасли составил около €70 млрд, в данной сфере занято более 250 тыс. человек.
В Австрии процент переработанных отходов составляет 53,8 %. Как и в Германии, в стране действует модель ответственности производителя. Наиболее известной из компаний, использующих эти системы в стране, является Altstoff Recycling Austria.
Лидирующее положение занимает и Южная Корея — в 2018 году там было переработано до 53,7 % пластиковых отходов. До недавнего времени переработка пластика в стране была построена на системе, при которой частные компании собирали отходы и продавали для получения прибыли. С запретом на импорт мусора в Китае, Южная Корея также столкнулась с необходимостью перестраивания системы переработки. Впоследствии в стране был введён запрет на использование цветных пластиковых бутылок и материала ПВХ к 2020 году. К 2027-му в стране планируют прекратить использование одноразовых стаканчиков и пластиковых винтов.
Высокого уровня переработки материалов добились в Уэльсе, где переработка пластика в 2018 году составила 52,2 %. Как и в остальной части Великобритании, утилизация в Уэльсе осуществляется региональной администрацией. В 2020 году правительство Уэльса создаст фонд в 6,5 млн фунтов стерлингов, направленный на стимуляцию циркулярной экономики.
В 2018 году в Швейцарии показатель утилизации и переработки составил 49,7 %. В стране введена система «платит загрязнитель», в рамках которой домашние хозяйства и предприятия платят за любые неперерабатываемые отходы, которые они производят. В отличие от Австрии и Германии, этот принцип используется как обычными гражданами, так и производителями, что означает, что система стимулирует снижение производства отходов и более широкую переработку на всех уровнях.
Согласно официальной статистике, Япония перерабатывает 84 % пластика и считается успешным примером по внедрению программ по переработке мусор. Однако согласно изданию The Japan Times в стране механически перерабатывается 23 % пластмассы, 4 % — химически, а остаток отходов направляется на сжигание.

### США
США является единственной страной с развитой экономикой, чьё производство отходов превышает возможности переработки.
В стране собирается только 25 % от производимого пластика, в то время как только 60 % населения имеют доступ к раздельному сбору мусора. Большая часть пластиковых отходов сжигается, а во вторичное сырьё перерабатывается только 8 %. Поскольку новый материал дешевле вторсырья, а раздельный сбор зачастую проблематичен, многим предприятиям невыгодно вкладывать деньги в развитие бизнеса по переработке. По этой причине США отправляет пластиковые отходы для переработки в некоторые из самых бедных стран мира с дешёвой рабочей силой и частым отсутствием природохранных программ — Бангладеш, Эфиопию, Сенегал, Эквадор, Камбоджу. Многие из этих стран создают свалки под открытым небом или неправильно перерабатывают пластмассовые отходы. Так, в 2019 году стало известно, что около 55 % отгруженной импортированной пластмассы было утилизировано ненадлежащим образом. Во Вьетнаме эта цифра достигла 86 %.
Около 87 % населения в США (273 млн человек) имеют доступ к помойкам и центрам утилизации. На помойках, которые доступны для примерно 63 % населения США (193 млн человек), люди помещают пластмассу в специальные баки, которые затем вывозятся государственными или частными компаниями по вывозу мусора. Большинство помоек собирают больше одного типа пластика, обычно как полиэтилентерефталат, так и полиэтилен. В центры переработки, которые доступны до 68 % населения США (213 млн человек), люди направляют своё вторсырьё в центральный городской пункт. Будучи собранными, пластмассы доставляются на заводы по восстановлению или переработке со специальной сортировкой для повышения ценности продукта. Отсортированные пластмассы часто перевозят в тюках, чтобы сократить транспортные расходы до мест переработки.
В 2011 году общий уровень переработки пластика в США составлял около 8 %; было переработано примерно 2,7 млн тонн пластмасс.

### Россия

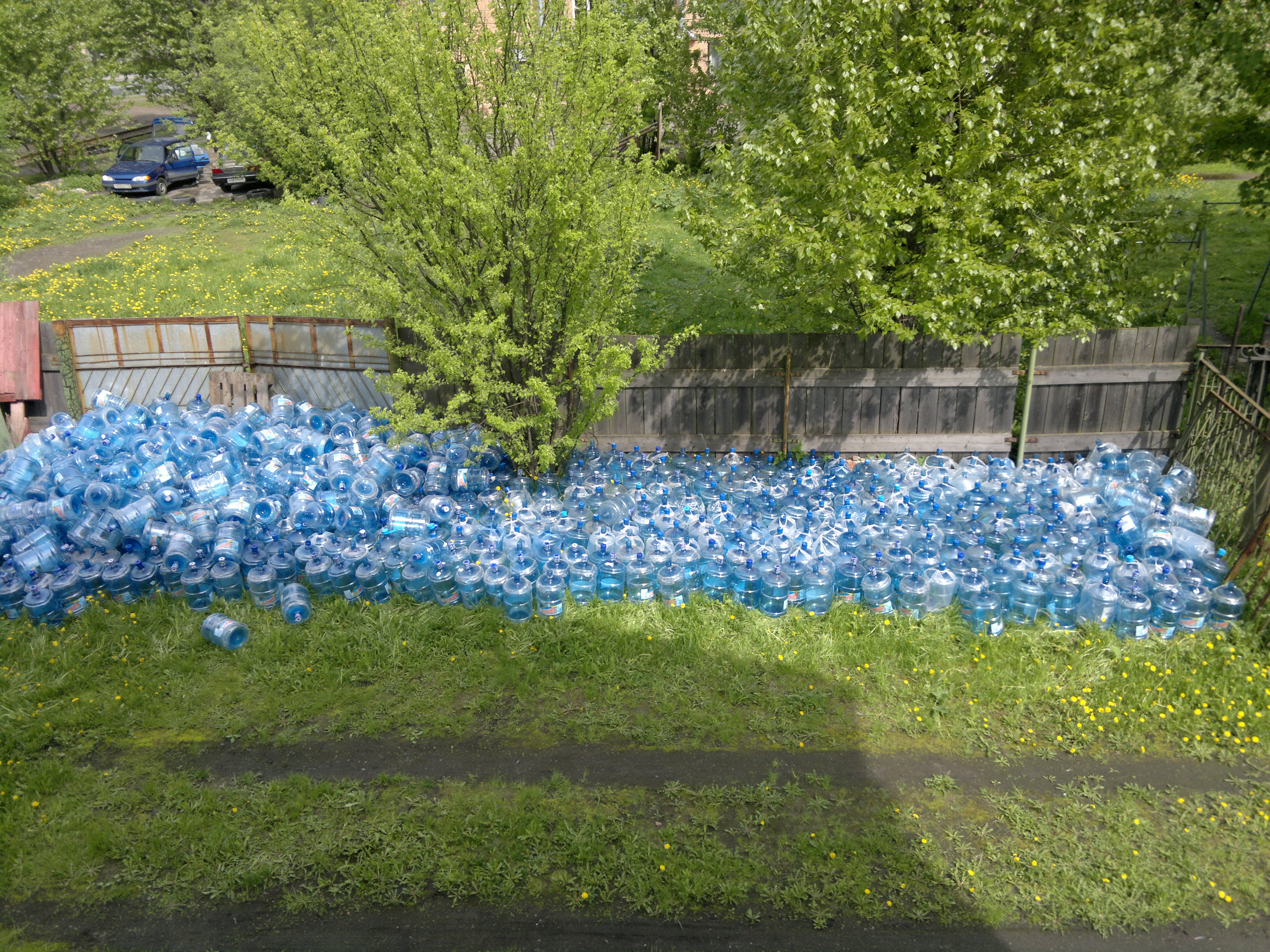
Пустые бутылки бутилированный воды на переработке в Санкт-Петербурге, 2015

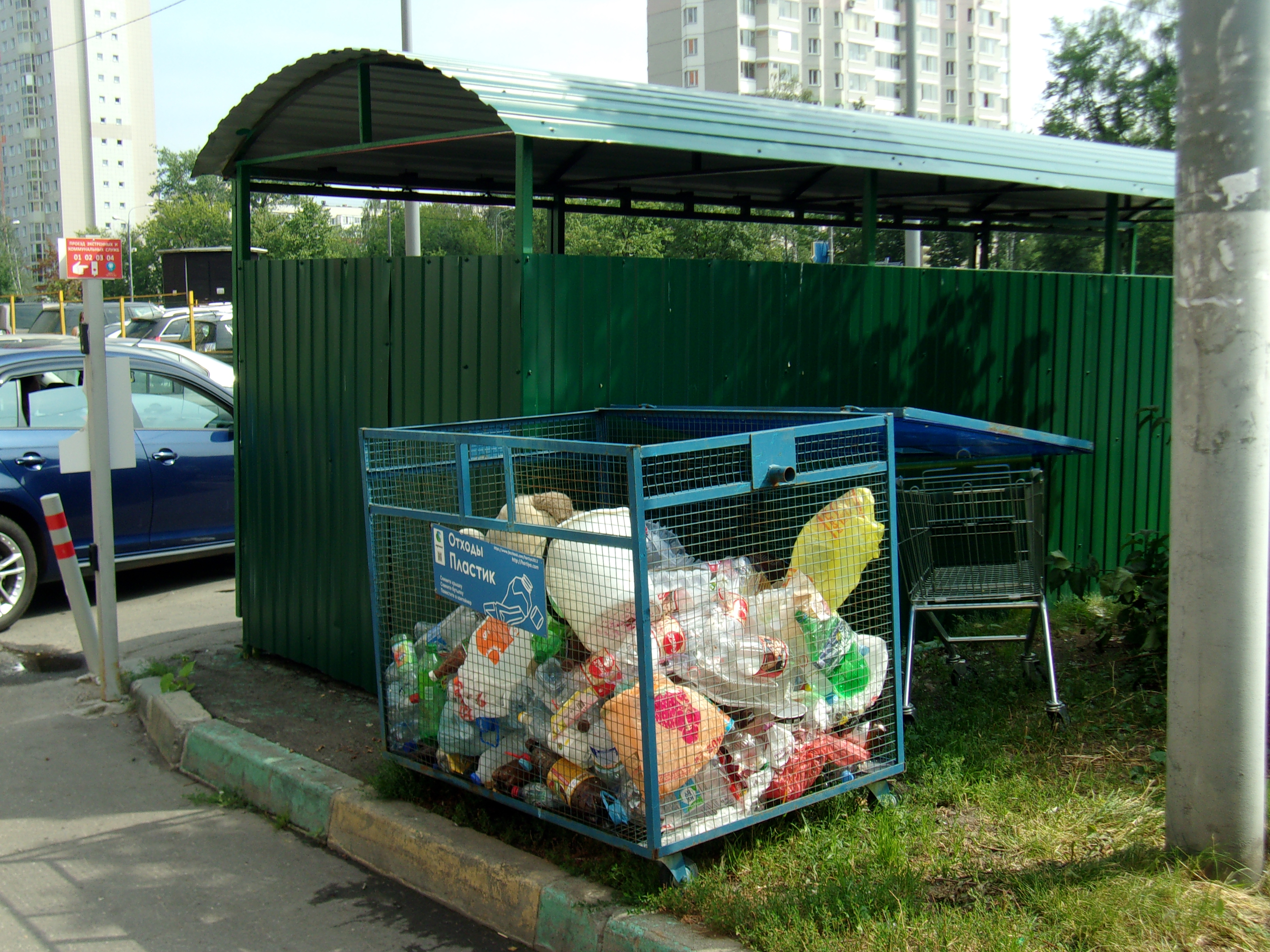
Контейнер для раздельного сбора мусора в Москве, 2014

Россия в деле утилизации отходов отстает от западных стран. В стране в год образуется 70 млн тонн бытовых отходов, из которых пластиковых — 3 млн тонн (всего же, в 2019 году в России было произведено 8,76 млн тонн пластмассовых изделий).
Существуют различные оценки о количестве перерабатываемого пластика, варьирующие в диапазоне от 5 до 30 %. По оценке РБК, перерабатывается 5-7 % пластика.
Отрасль переработки материала до сих пор находится в стадии развития — большая часть отходов попадает на полигоны. Причинами этого является отсутствие качественной первичной сортировки отходов, в результате чего к переработчикам поступают пластиковые отходы, загрязнённые различными примесями и пищевыми остатками, а также плохая организация сбора и логистики отходов. Всё это негативно отражается на экономической эффективности переработки отходов. Проблема переработки пластика в России является частью системной проблемы с отходами производства и, так называемым, «мусорным кризисом».
Культура сортировки и последующей переработки мусора только зарождается, а без нее организовать эффективную переработку пластика предприятиями сложно. Вместе с тем, работы в области переработки отходов, в том числе пластика, активно ведутся, открываются предприятия, занимающиеся таким делом по всей стране.
Согласно исследованию, проведённому Высшей Школой Экономики, доля переработки пластика в России достигает 10-30 % от общего объёма, а рост обрабатываемого материала осложняется несовершенством системы сбора.
По оценке президента «Союза переработчиков пластмасс» Михаила Кацевмана, процент утилизируемого в России пластика составляет 20-25 %, а доля перерабатываемых ПЭТ-бутылок — 35 %.
Стоимость вторичного сырья из пластиковых материалов делают его привлекательным для переработчиков, однако отсутствие отлаженной системы сбора полимерных отходов обуславливает низкую долю их извлечения и утилизации. При создании системы сбора, транспортировки и сортировки отходов, обеспечивающей стабильный поток вторичного сырья, переработка пластика становится рентабельной.
В 2017 году Владимир Путин подписал указ о раздельном сборе мусора, по итогам которого по стране стали внедрять точки для раздельного сбора пластиковых отходов. Начиная с 2018 года в системе начала работать система РОП (Расширенная ответственность производителя), которая позволила руководствам компаний самостоятельно внедрять процесс раздельного сбора и утилизации. Однако РОП отличалась низкой вовлечённостью бизнеса в процесс, что привело к запрету бизнесу самостоятельной утилизации и заменой её квази-налогом за 100 % упаковки и выпущенных на рынок товаров.
До 2011 года в России действовала система лицензирования перевозки и захоронения отходов, что привело к монополизации рынка — из-за сложности процесса, лицензию могли получить только владельцы полигонов. После отмены лицензии на рынке появилось много предпринимателей, вывозящие мусор на несанкционированные свалки, что только ухудшило ситуацию с отходами в России. Именно на борьбу со свалками и увеличение переработки пластиковых отходов была направлена Реформа обращения с отходами производства и потребления в Российской Федерации 2019 года. Согласно реформе, ответственность за переработку твёрдых коммунальных отходов лежит на региональных властях. Для этого они будут самостоятельно выбирать операторов, которые будут отвечать за весь процесс переработки и утилизации — начиная от сбора мусора и до его транспортировки, переработки и конечной утилизации. Все отходы будут проходить через мусоросортировочные заводы, чтобы отделить максимальное количество сырья, пригодного для вторичного использования. Для этого в каждом регионе установили тариф на вывоз мусора, который включили в коммунальные платежи. Однако впоследствии Министерство природных ресурсов и экологии Российской Федерации выступило с инициативой обнулить плату за вывоз раздельно собранного мусора.
В 2018 году решением президиума Совета при Президенте Российской Федерации был утверждён нацпроект «Экология», который включает 11 подразделов, регулирующих деятельность по улучшению экологической обстановки. По итогам реализации нацпроекта правительство планирует увеличить утилизацию отходов в России до 36 % к 2024 году.
В 2019 году российская компания «2ГИС» предоставила в картах своего приложения систематизированную информацию о пунктах раздельного сбора мусора в городах России. По результатам социологического исследования, проводимого исследовательским холдингом «Ромир», разделением мусора занимаются порядка 8 % россиян. При этом более половины населения готовы на раздельный сбор, реализации мешает лишь неразвитая инфраструктура.
Участие в организации разделения отходов в России и утилизации пластика стал принимать и бизнес, активно выступают розничные сети и нефтехимические предприятия. Так, с 2016 года в московских магазинах здорового питания «ВкусВилл» появились плакаты с информацией о ближайших пунктах раздельного сбора мусора; в каждом объявлении указан адрес пункта, принимаемые в нём виды отходов, время работы и контакты мусоровывозящей компании.
А розничная сеть «Магнит» совместно с российским подразделением пивоваренной компании AB InBev Efes организовала приём алюминиевых банок и пластиковых бутылок в шести супермаркетах «Магнит семейный» в Москве, Краснодаре и Красногорске.
В 2020 году торговая сеть «Перекрёсток» начала переход всех супермаркетов на использование покупательских корзин из переработанного пластика — теперь применение вторичного пластика станет обязательным условием для производителей корзин.
Крупная нефтехимическая компания «СИБУР» реализовала проект по запуску производства ПЭТ-гранул Vivilen c добавлением переработанного пластика до 30 % на предприятии «Полиэф» в Башкирии. Это производство способно обеспечить вторичную переработку до 1,7 млрд пластиковых бутылок в год.
К 2024 году российские власти планируют построить 210 заводов по переработке отходов. Из всех видов переработки пластика в России в основном представлена механический рециклинг. Переработке подвергаются только ПЭТ бутылки и полиэтиленовые и полипропиленовые плёнки, такие как пакеты и прозрачные упаковочные стреч-плёнки. Однако таким способом можно переработать только 30 % пластика, в стране, где нет раздельного сбора отходов. С неразвитостью системы сбора раздельных бытовых отходов в России связана проблема ручной сортировки — отбор полезного сырья на таких заводах не превышает 45 %. Существующие предприятия по производству бутылок из вторичного пластика испытывают дефицит сырья.
Многие предприятия вынуждены скупать вторичное сырьё за границей, так как в стране не перерабатывается достаточное количество материала. В 2018 году на импорт пластикового вторсырья, необходимого для поддержки мощностей предприятий, было потрачено более 20 млн долларов. В список поставляющих в Россию пластиковые отходы стран входят Турция, Белоруссия, Япония.